# Libanonkrieg 2006
Als Libanonkrieg 2006 werden die Kämpfe zwischen der Hisbollah (eine islamistisch-schiitische Partei und terroristische Organisation im Libanon) und Israel bezeichnet, die am 12. Juli 2006 begannen und mit einem Waffenstillstand am 14. August 2006 vorläufig zu Ende gingen. Auf israelischer Seite setzte sich für die Auseinandersetzungen die Bezeichnung „Zweiter Libanonkrieg“ durch. In arabischen Staaten sind die Bezeichnungen „Julikrieg“ und „33-Tage-Krieg“ verbreitet.
Dem Krieg gingen anhaltende Konflikte der Hisbollah mit der israelischen Armee voraus. Während der Kampfhandlungen verhängte Israel eine Seeblockade und begann mit Luftangriffen auf Ziele im gesamten Libanon, während die Hisbollah Orte im Norden Israels mit Raketen beschoss. Im späteren Verlauf setzte Israel zudem seine Landstreitkräfte im Südlibanon ein.
Die libanesischen Streitkräfte beschränkten sich auf Flugabwehr. Die libanesische Regierung verurteilte die Attacken der Hisbollah auf Israel und die Angriffe Israels auf den Libanon. Sie verlangte eine internationale Friedenstruppe, um den Konflikt zu beenden; die libanesische Armee verhielt sich in dessen Verlauf weitgehend passiv.
Nach Verabschiedung der UN-Resolution 1701 stimmten die Konfliktparteien einem Waffenstillstand zu, der am 14. August 2006 um 7.00 Uhr MESZ in Kraft trat. Dieser wurde im Wesentlichen eingehalten und die israelischen Truppen zogen sich stufenweise aus dem Libanon zurück. Gleichzeitig bezogen Einheiten der libanesischen Armee und der UNIFIL Stellungen im südlichen Libanon, ohne allerdings eine Wiederkehr der Hisbollah in diese Gebiete zu verhindern. Obwohl keine der beiden Seiten ihre Kriegsziele völlig durchsetzen konnte, nahmen beide den Sieg für sich in Anspruch.
Im Laufe des Konflikts wurden rund 1.500 Menschen getötet, wovon die Mehrzahl libanesische Zivilisten waren.

## Vorgeschichte
Nach dem Abzug der israelischen Truppen aus dem Libanon im Jahre 2000 gab es in fast regelmäßigen Abständen von zwei bis drei Monaten im israelisch-libanesischen Grenzgebiet bewaffnete Auseinandersetzungen zwischen der Hisbollah und der israelischen Armee. Am 26. Mai fielen Mahmoud Majzoub, Führer des Islamischen Dschihad, und dessen Bruder Nadir einem Attentat zum Opfer. Die Hisbollah machte Israel für diesen Anschlag verantwortlich und vergalt ihn ab 28. Mai mit Raketenangriffen auf Militärfahrzeuge und eine Militärbasis in Israel. Israel reagierte mit Luftangriffen auf ein palästinensisches Flüchtlingslager im Libanon. Am 29. Mai verstärkte die Hisbollah die Raketen- und Mörserangriffe, die Israel wiederum zu größeren Luft- und Artillerieangriffen veranlassten. Nach dem Abzug aus dem Gazastreifen im Sommer 2005 drang die israelische Armee am 24. Juni 2006 erstmals wieder in den Gazastreifen ein und nahm Osama und Mustafa Abu Muamar gefangen (Nach israelischen Angaben sind die beiden Hamas-Aktivisten, Hamas gibt an, die Brüder seien nur Söhne eines Hamas-Mitglieds).
Am 25. Juni 2006 hatten Terroristen der Hamas auf israelischem Gebiet den 19-jährigen israelischen Korporal Gilad Schalit gefangen genommen. Dabei wurden zwei weitere israelische Soldaten getötet. Diese Aktion veranlasste Israel zur Auslösung der Operation Sommerregen, in deren Verlauf die israelische Armee erneut in den Gazastreifen eindrang. Es gibt Berichte, dass die Aktion der Hisbollah am 12. Juli 2006 begonnen wurde, um den Druck der israelischen Armee auf die Hamas im Gazastreifen zu verringern. Dem steht die Aussage der Hisbollah gegenüber, sie hätten ihre Aktion begonnen, um drei libanesische Häftlinge in Israel auszutauschen und Israel zum Abzug von den Schebaa-Farmen zu bewegen.

## Verlauf
Tageschronik ab dem 12. Juli: Libanonkrieg 2006/Zeittafel

### Beginn des Konflikts am 12. Juli 2006
Als unmittelbarer Auslöser des Krieges gilt die Gefangennahme zweier israelischer Soldaten. Die Hisbollah setzte damit ihre erprobte Strategie fort, israelische Soldaten zu entführen, um „Verhandlungsmasse“ gegenüber der israelischen Regierung zu gewinnen. Es wurde zudem vermutet, dass die Hisbollah damit Druck von den Palästinensern zu nehmen suchte, die seit dem 28. Juni israelischen Militäraktionen ausgesetzt waren. Mit dieser Entführung bezweckte sie nach eigenen Angaben u. a. die Freilassung zahlreicher Libanesen aus israelischen Gefängnissen, darunter der wegen Mordes verurteilte Samir Kuntar.
Zwar existieren gegensätzliche Versionen über die Frage, ob die Soldaten auf israelischem oder libanesischem Territorium aufgegriffen wurden. Allerdings bezeichneten die Vereinten Nationen, die EU, die G8, die Vereinigten Staaten und namhafte Nachrichtensender einschließlich des arabischen Senders Al-Dschasira die Aktion der Hisbollah als grenzüberschreitend und teilten damit die Sichtweise, dass die Gefangennahme auf israelischem Gebiet stattgefunden habe. Die libanesische Polizei und auch die Hisbollah gaben hingegen an, die israelischen Soldaten seien bei dem Versuch gefangen genommen worden, ein südlibanesisches Dorf zu infiltrieren.
Israelischen Erklärungen zufolge hat eine Gruppe von Hisbollah-Milizionären am Morgen des 12. Juli mit Panzerabwehrraketen einen Angriff auf zwei gepanzerte Fahrzeuge der Tzahal durchgeführt, die sich auf der israelischen Seite der israelisch-libanesischen Grenze auf Patrouille befanden. Dabei seien in der Nähe der Ortschaft Zar’it zwei israelische Soldaten entführt und drei weitere durch die Miliz getötet worden. Gleichzeitig seien die nordisraelische Stadt Shlomi und israelische Stellungen bei den Sheeba-Farmen mit Katjuscha-Raketen beschossen worden.
In einer Pressekonferenz am selben Tag teilte der Generalsekretär der Hisbollah, Hassan Nasrallah mit, die Organisation habe im Verlauf der sogenannten Operation „Die Erfüllung des Versprechens“ (arabisch: al-Wa’d al-Adeq) „zwei israelische Soldaten im südlichen Libanon gefangen“. Diese Entführung israelischer Soldaten sei bereits seit fünf Monaten geplant worden. Er erklärte weiter, dass „keine Militäroperation sie zurückbringen wird […].Die Gefangenen werden nicht zurückgebracht, außer auf eine Weise: indirekte Verhandlungen und Gefangenenaustausch.“ Verlangt wurde die Freilassung von drei Libanesen, unter ihnen der in Israel wegen Mordes und Terrorismus verurteilte Samir Kuntar.
Die Tzahal reagierte nach israelischen Angaben mit der Entsendung einer mit Panzern und gepanzerten Truppentransportern ausgerüsteten Einheit, um die Verfolgung der Hisbollah-Kämpfer aufzunehmen. Gegen 11:00 Uhr sei ein israelischer Merkava-Panzer auf libanesischem Territorium, etwa 70 Meter nördlich des Grenzzaunes, über eine Mine gefahren, die nach Schätzungen 200–300 kg Sprengstoff enthalten habe. Der Panzer sei durch die Explosion fast vollständig zerstört und die vier Insassen auf der Stelle getötet worden. Israelische Soldaten hätten sich daraufhin ein mehrstündiges Gefecht mit Bewaffneten der Hisbollah geliefert, in dessen Verlauf gegen 15:00 Uhr ein weiterer israelischer Soldat getötet und zwei weitere verwundet worden seien. Die Namen der beiden gefangenen Soldaten wurden später von der Tzahal mit Ehud Goldwasser und Eldad Regev angegeben.
Um Vorwürfen zu begegnen, die israelische Reaktion sei überstürzt durchgeführt worden, äußerte Ehud Olmert Anfang März 2007 vor einem Untersuchungsausschuss zum Libanonkrieg, dass der Militäreinsatz auf einen Monate zuvor ausgearbeiteten Plan zurückgegangen sei, welcher für den Fall einer Entführung israelischer Soldaten an der Grenze entworfen worden war. Israels stellvertretender Botschafter in Deutschland Ilan Mor schrieb schon während des Krieges in einem Interview, dass aus seiner Sicht Israel die Aktion gegen die Hisbollah auch ohne die Entführung der beiden Soldaten begonnen hätte, da diese sich mit Hilfe Irans und Syriens als Staat im Staate etabliert habe.
Der Militäreinsatz Israels wurde anfangs unter der Bezeichnung „Operation Richtungswechsel“ geführt, Hisbollah nannte die von ihr durchgeführte Aktion „Operation Gehaltenes Versprechen“.

### Israelische Angriffe

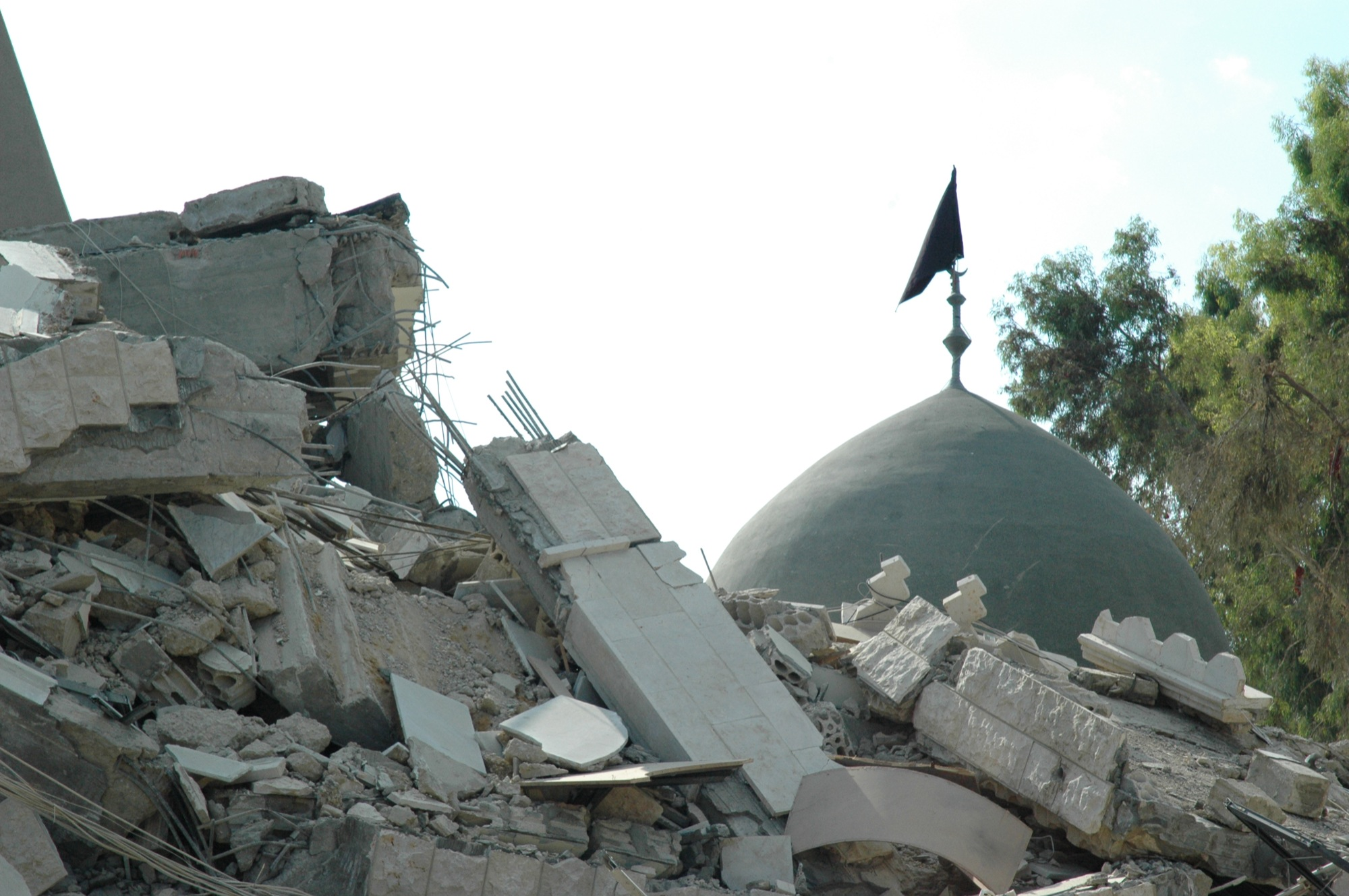
Nach einem Luftangriff der israelischen Luftwaffe am 25. Juli 2006, zerstörte Moschee in Sidon.

Mit der so genannten Operation Just Reward („Gerechter Lohn“) begann Israel am 12. Juli eine großangelegte Offensive gegen die vom Libanon aus operierende Hisbollah. Laut einem Bericht von CNN drohte Dan Chalutz, Generalstabschef der israelischen Streitkräfte, durch die Zerstörung der Infrastruktur „die Uhr in Libanon um 20 Jahre zurückzudrehen“, falls die entführten Soldaten nicht freigelassen würden. Der pensionierte Oberst Gal Luft, früher Kommandeur in der Stadt Ramallah, erklärte der Washington Post die israelische Taktik aus seiner Sicht:

„Israel versucht, einen Riss zwischen der libanesischen Bevölkerung und den Hisbollah-Anhängern herzustellen, indem es einen hohen Preis von der Elite in Beirut fordert. Die Botschaft lautet: Wenn ihr wollt, dass eure Klimaanlage funktioniert, und wenn ihr in der Lage sein wollt, nach Paris zum Einkaufen zu fliegen, dann müsst ihr den Kopf aus dem Sand ziehen und Maßnahmen zur Abrüstung des Hisbollah-Landes ergreifen.“

Der israelische Ministerpräsident Ehud Olmert bezeichnete den Angriff der Hisbollah als Kriegsakt und kündigte Libanon eine „sehr schmerzvolle und weitreichende Antwort“ an. Der israelische Verteidigungsminister Amir Peretz erklärte, Israel mache die libanesische Regierung für das Schicksal der Soldaten verantwortlich. Da Hisbollah zum damaligen Zeitpunkt zwei Minister in der libanesischen Regierung stellte, wurden die Hisbollah-Angriffe von Israel auch als eine Aggression des Staates Libanon angesehen. Die libanesische Regierung unter Premierminister Fuad Siniora betonte dagegen, nichts von dem Angriff der Hisbollah gewusst zu haben und ihn nicht zu billigen.
Die israelische Luftwaffe bombardierte Straßen, Brücken und den Beiruter Flughafen und erzwang dessen Schließung. Ankommende Flugzeuge mussten nach Zypern umgeleitet werden. Außerdem wurden vermutete Stellungen der Hisbollah im Süden des Landes angegriffen. Nach Raketenangriffen der Hisbollah auf Nordisrael verhängte Israel am 14. Juli eine Luft- und Seeblockade und weitete seine Angriffe auf Ziele im Libanon aus, u. a. mit der Bombardierung der Autobahn Beirut – Damaskus.

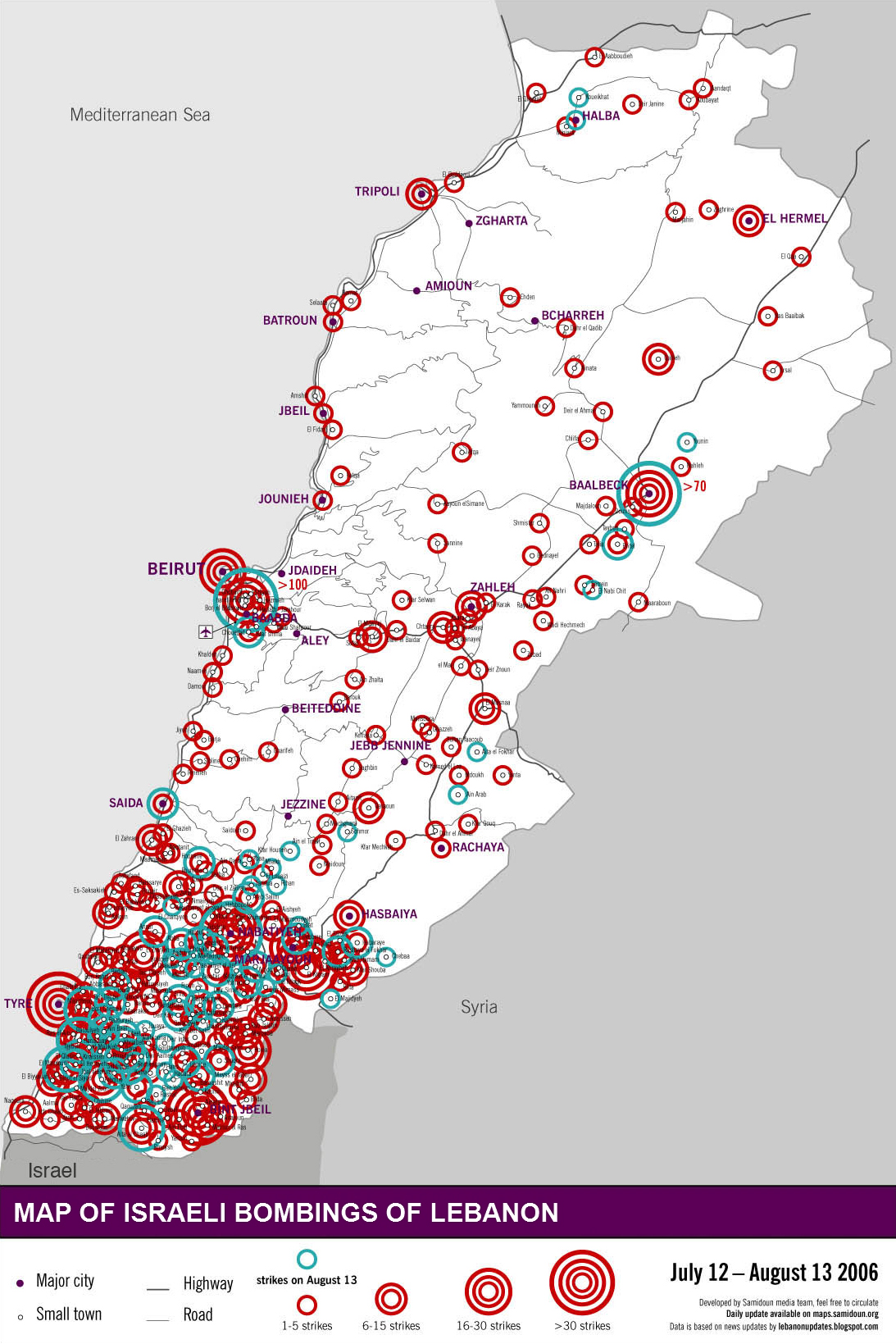
Von Israel bombardierte Gebiete im Libanon, 12. Juli bis 13. August 2006. Die Karte basiert auf Quellen der libanesischen Nachrichtenseite tayyar.org. – Internetpräsenz der Freien Patriotischen Bewegung

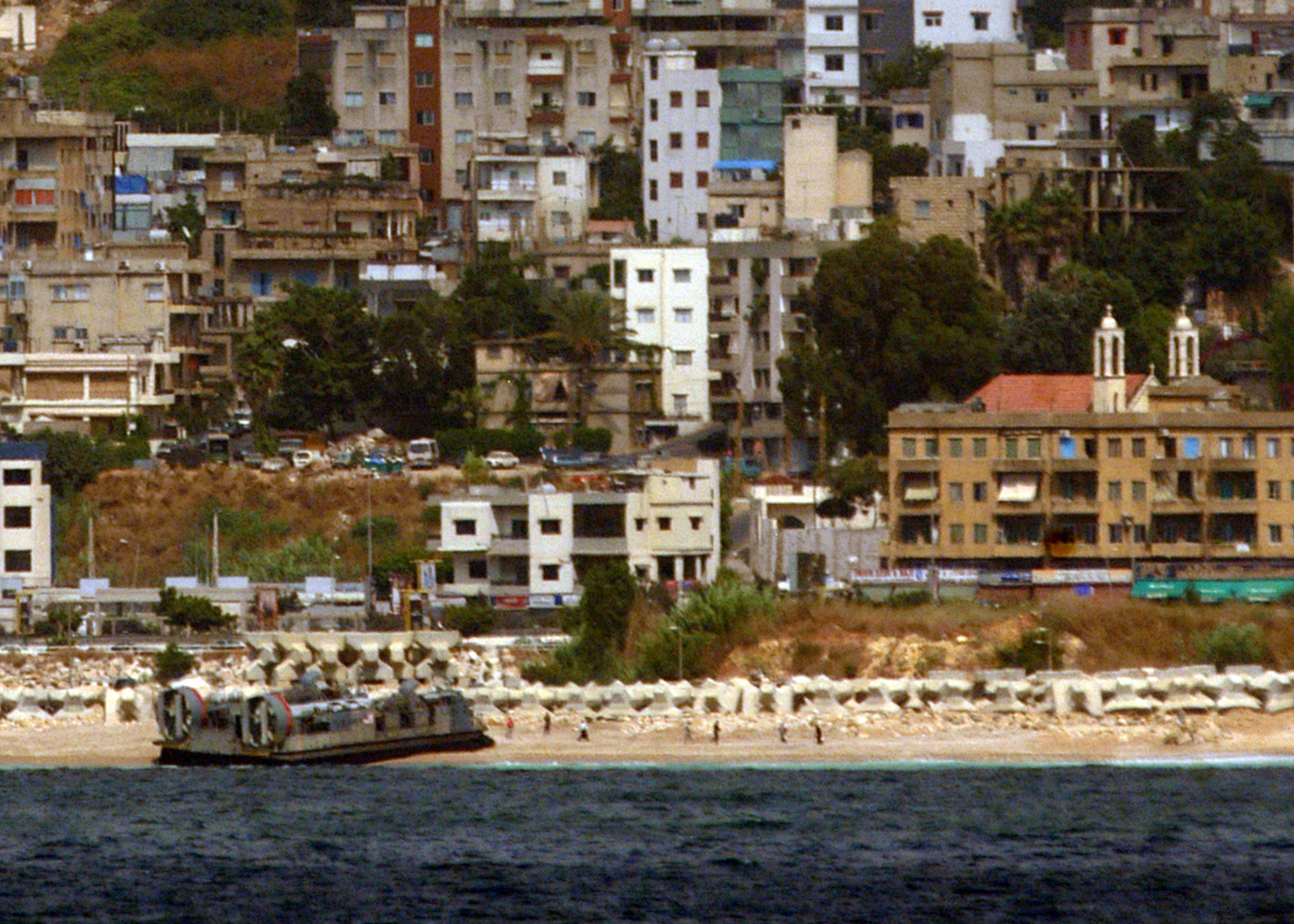
Evakuierung von US-Bürgern durch ein Landungsboot der US-Marine am 22. Juli 2006

Nachdem bei den Angriffen der israelischen Luftwaffe zunächst etwa 60 libanesische Zivilisten getötet worden waren, sagte Hisbollah-Anführer Nasrallah: „Ihr wolltet den offenen Krieg, und wir steuern auf den offenen Krieg zu. Wir sind auf ihn vorbereitet.“ Der Sprecher des Weißen Hauses betonte, dass die USA keinen Druck auf Israel zur Durchsetzung eines Waffenstillstands mit dem Libanon ausüben würden.
Gegenüber den Vereinten Nationen bekräftigte Ministerpräsident Ehud Olmert drei Forderungen, die Israel erfüllt sehen wolle: die Hisbollah müsse die beiden entführten israelischen Soldaten freilassen, ihre Raketenangriffe beenden und der Libanon die UN-Resolution 1559 erfüllen, welche unter anderem die Auflösung aller paramilitärischen Milizen im Libanon und die Stationierung von Truppen der regulären libanesischen Armee vorsieht.
Die israelische Armee setzte ihre Angriffe auf Ziele im gesamten Libanon fort. Angegriffen wurden ab 15. Juli die als Hochburg der Hisbollah geltenden südlichen Stadtteile und Vororte von Beirut (u. a. Haret Hreik), Treibstofflager wie das bei Sidon im Süden des Landes und die libanesischen Militärbasen bei Rayak im Osten und Koleyat im Norden des Landes. Neu waren Luftangriffe auf das Hauptwohngebiet der christlichen Maroniten, die als überwiegend antisyrisch und prowestlich eingestuft werden und auf Hafenanlagen in der dicht mit Hochhäusern bebauten und nahezu ausschließlich von Christen bewohnten Bucht von Jounieh.
Am 23. Juli überquerten erstmals in diesem Krieg israelische Bodentruppen die Grenze zum Libanon und drangen auf Marun ar-Ras vor; die Ortschaft liegt auf einem Berg, der die Gegend überragt. Sie wurde nach israelischen Angaben als Basis für den Abschuss für Hisbollah-Raketen genutzt. Israelische Truppen attackierten vom 25. Juli an die Stadt Bint Dschubail, die als Hochburg der Hisbollah in Grenznähe gilt. Die Kämpfe dauerten mehrere Tage an. Am 27. Juli kam es zu einem Schusswechsel, bei welchem acht israelische Soldaten und einige Hisbollah-Milizionäre getötet wurden. Die israelische Armee zog sich am 29. Juli zunächst aus dem Gebiet zurück.
Der Justizminister Israels, Chaim Ramon, sagte in einem Armeesender, dass „sich jeder klar ist, dass ein Sieg der Hisbollah ein Sieg für den weltweiten Terrorismus ist […]. All jene, die jetzt im Süden Libanons sind, sind Terroristen, die in irgendeiner Weise mit der Hisbollah verbunden sind.“ Ramons Aufruf zur Benutzung von mehr Feuerkraft ging unmittelbar der Entscheidung des Kabinetts über die weitere Fortführung der Militäroffensive voraus.
Nachdem bei einem Luftangriff auf Kana am 30. Juli 27 Menschen ums Leben kamen, davon 16 Kinder, wuchs die internationale Kritik an der israelischen Kriegsführung. Der Zwischenfall, der zu einer 48 Stunden dauernden Aussetzung der Luftangriffe führte, bewirkte eine Intensivierung der diplomatischen Bemühungen zur Beendigung des Konflikts. Am 31. Juli 2006 stimmte Israel auf US-amerikanischen Druck einer Aussetzung der Luftangriffe auf den südlichen Libanon für bis zu 48 Stunden zu, damit Zivilisten flüchten konnten und eine Untersuchung des Zwischenfalls ermöglicht wurde. Die Luftangriffe wurden allerdings weniger als 24 Stunden später fortgesetzt.
Die Israelische Luftwaffe hat nach ihren Angaben während Kampfhandlungen 15.500 Einsätze über dem Libanon geflogen und dabei 7.000 Ziele angegriffen. Die israelische Marine hat 2.500 Ziele entlang der libanesischen Küste unter Feuer genommen. Nach anderen Angaben flog die Luftwaffe 11.897 Kampfeinsätze, mehr als im Jom-Kippur-Krieg 1973 (11.223) und fast doppelt so viele wie während des ersten Libanonkriegs von 1982 (6.052). Die israelische Artillerie feuerte 170.000 Granaten ab, mehr als doppelt so viele wie im Jom-Kippur-Krieg. Ein führender Offizier des IDF Armored Corps teilte der israelischen Zeitung Haaretz mit, dass er überrascht wäre, wenn es sich herausstellte, dass diese 170.000 Granaten auch nur 5 Hisbollah-Kämpfer getötet hätten. Die israelische Marine feuerte 2.500 Granaten ab.

### Raketenbeschuss durch die Hisbollah

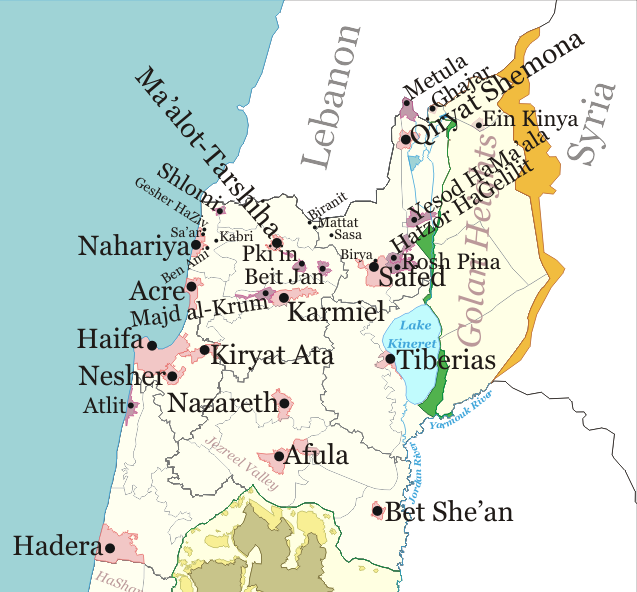
Karte mit den israelischen Ortschaften, die durch die Hisbollah angegriffen wurden.

Nach dem Start der israelischen Offensive als Reaktion auf die Gefangennahme der beiden israelischen Soldaten und den anfänglichen Raketenbeschuss auf Nordisrael begann die Hisbollah damit, weitere nordisraelische Orte mit Katjuscha-Raketen zu beschießen. Die Miliz gab an, über 13.000 Flugkörper zur Verfügung zu haben. Am Abend des 13. Juli beschossen nach israelischen Angaben Hisbollah-Milizionäre die Stadt Haifa mit Raketen. Die Hisbollah dementierte dies. Am nächsten Tag griff die Hisbollah mit rund 100 Katjuscha-Raketen die Städte Naharija, Safed, Hatzor, Rosch Pina, Kirjat Schmona sowie mehrere kleinere Siedlungen an. Dabei seien 30 Personen verletzt und in Meron zwei Zivilisten getötet worden. Die Hisbollah feuerte täglich etwa einhundert Raketen auf Ziele in Nordisrael. (Auf dem Höhepunkt der Gefechte unmittelbar vor Beginn des Waffenstillstandes wurden in Israel über zweihundert Raketentreffer täglich registriert.)
Am 14. Juli wurde die INS Hanit, ein israelisches Kriegsschiff der Sa’ar-5-Klasse, vor Beirut mit einer offenbar aus iranischer Produktion stammenden radargesteuerten C-802 Noor (Tondar)-Anti-Schiffs-Rakete beschossen und schwer beschädigt; dabei seien vier Seeleute getötet worden.

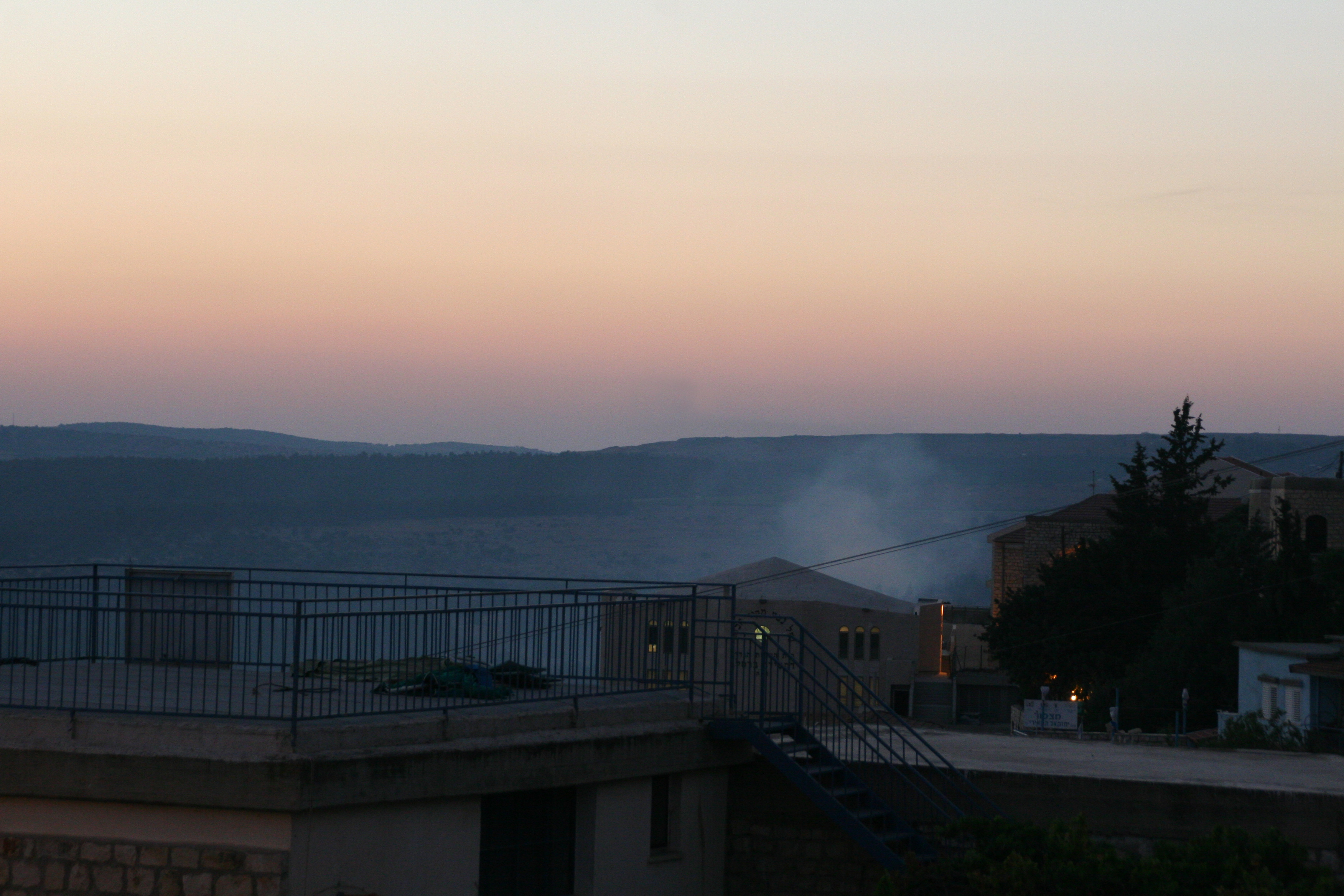
Rauch einer Katjuscha über der israelischen Stadt Safed am 4. August 2006

Die südlichsten Ortschaften, welche die Raketen der Hisbollah erreichten, waren Haifa (Israels drittgrößte Stadt), Atlit, die Städte Nazaret und Afula in der Jesreelebene sowie Tiberias am See Genezareth. Al-Manar, ein der Hisbollah nahestehender libanesischer Fernsehsender, meldete, dass die Hisbollah für ihre Angriffe auch Fadschr-3-Raketen und eine von Iran entwickelte Ra'ad-1-Flüssigtreibstoffrakete verwendet habe.
Am 25. Juli erklärte Hisbollah-Führer Nasrallah den Start der „zweiten Phase unseres Kampfes“, in welchem weitreichende Raketen „über Haifa hinausgehen“ würden. Am 27. Juli schoss die Hisbollah zwölf Khaibar-1-Raketen auf Afula ab. Die Khaibar-1-Rakete hat nach Schätzungen gegenüber den Katjuscha-Raketen eine vierfache Reichweite – von der israelischen Regierung wird angenommen, dass es sich um iranische Fadschr-5-Raketen gehandelt habe.

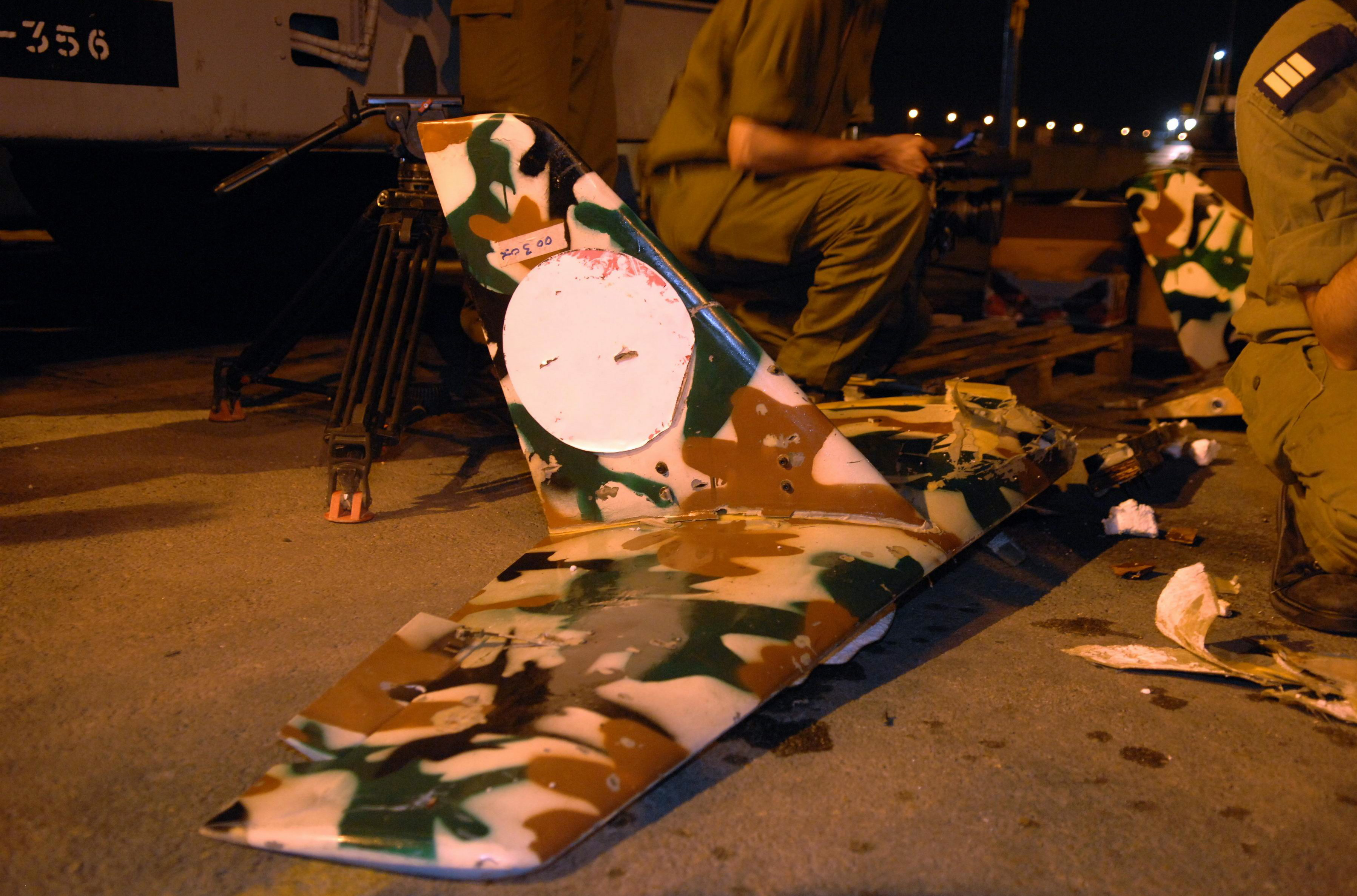
Leitwerk einer am 7. August 2006 von der israelischen Armee abgeschossenen Ababil-Drohne im Einsatz der Hisbollah

Die Islamische Republik Iran lieferte auch unbemannte Luftfahrzeuge (UAV) vom Typ Ababil an die Hisbollah, die diese unter der Bezeichnung Mirsad 1 zur Aufklärung oder als Marschflugkörper einsetzt. Am 7. August 2006 hat ein israelisches Kampfflugzeug vom Typ F-16 ein UAV dieses Typs 10 km vor der Küste von Haifa mit einer Luft-Luft-Rakete vom Typ Python 5 abgeschossen.
Nach einem Bericht in The Guardian haben die Hisbollah-Milizionäre bis zum 14. August mehr als 4000 Raketen auf Israel abgefeuert.

### Position des Libanon in dem Konflikt
Die libanesische Position war von Anfang des Konflikts an gewesen, dass die libanesische Regierung den Überfall auf die israelische Grenzstreife und den Beschuss Nordisraels mit Raketen nicht unterstützte und gleichzeitig einen sofortigen Waffenstillstand und den Abzug aller israelischen Truppen aus dem Libanon forderte. Im Gegensatz zu den Vereinten Nationen steht Libanon auf dem Standpunkt, dass Israel die UN-Resolution 1559 nicht erfüllt habe, da es weiterhin die Schebaa-Farmen besetzt hält. Am 13. Juli erklärte der Ministerpräsident Fouad Siniora nach einer Dringlichkeitssitzung des libanesischen Kabinetts, dass die Regierung nichts von der Aktion der Hisbollah vor ihrem Beginn wusste „und weder die Verantwortung dafür übernimmt, noch unterstützt, was an der internationalen Grenze passiert ist“. Am selben Tag rief Libanon seinen US-Botschafter zurück, nachdem dieser im Fernsehen Kommentare abgegeben hatte, dass Israel einen Gefangenenaustausch mit der Hisbollah in Betracht ziehen sollte.
Der libanesische Präsident Émile Lahoud, ein pro-syrischer maronitischer Christ, bekräftigte jedoch am 17. Juli, dass er niemals die Hisbollah und deren Führer Hassan Nasrallah betrügen würde.
Auch nach Einnahme mehrerer Städte im südlichen Libanon durch israelische Truppen verhielt sich die libanesische Armee weiterhin passiv. UNIFIL-Truppen haben am 11. August etwa 350 libanesische Soldaten aus Mardsch Uyun evakuiert.
Bei der Libanonkonferenz in Rom am 26. Juli stellte Ministerpräsident Siniora einen Siebenpunkteplan vor, der informell als Siniora-Plan bezeichnet wurde. Er bestand aus einer gegenseitigen Freilassung von Gefangenen, dem Rückzug der israelischen Truppen hinter die Demarkationslinie, einer Rückkehrerlaubnis für Zivilisten, den israelischen Abzug von den besetzten Schebaa-Farmen und das temporäre Stellen des Gebietes unter Kontrolle durch die Vereinten Nationen. Weitere Punkte waren die Ausweitung der Autorität der libanesischen Regierung auf das komplette Gebiet des südlichen Libanons und die Erweiterung der existierenden UN-Kräfte im Südlibanon einschließlich der Autorisierung zu Interventionen, die Erneuerung des Waffenstillstandsabkommens von 1949 und den Wiederaufbau des Südens. Der Plan wird unterstützt von der Hisbollah, der EU, Syrien und den meisten Mitgliedern der Arabischen Liga, u. a. Jordanien.
Am 7. August bot Siniora an, 15.000 Soldaten der libanesischen Armee im südlichen Libanon zu stationieren, um das Vakuum nach einem Abzug der israelischen Truppen auszufüllen, bevor die internationalen Friedenstruppen vor Ort wären. Auf diese Weise hoffte die libanesische Regierung, den Anspruch Israels zu entkräften, solange in Libanon zu bleiben, bis die UN-Soldaten eingetroffen seien. Die Zahl der Soldaten entspricht in etwa dem, was der israelische Ministerpräsident Ehud Olmert als Stärke der internationalen Friedenstruppe gefordert hat.

### Waffenstillstand
Die zunehmende Zahl an Opfern unter den Zivilisten führte zu einer wachsenden Kritik an der israelischen Kriegsführung und einer Erhöhung des diplomatischen Druck auf Israel, insbesondere nach dem Tod der UNO-Beobachter in Chiyam. Hierzu trug auch das große Medienecho bei, das insbesondere der Luftangriff auf Kana, der Beschuss eines Flüchtlingskonvois bei Mardsch Uyun und der Angriff auf eine Gruppe syrischer Landarbeiter bei al-Qaa mit 23 Opfern hervorgerufen hatte.
In der ersten Augustwoche begannen Frankreich und die Vereinigten Staaten mit einem gemeinsamen Resolutionsentwurf, den sie in den Sicherheitsrat einbrachten. Der Entwurf sah eine Ausweitung der UNIFIL-Mission vor. Nach dem Angriff auf den UN-Posten hatte UN-Generalsekretär Kofi Annan nur eine Verlängerung des UNIFIL-Mandats um einen Monat vorgeschlagen. Das neue Mandat sollte nach Vorstellungen Frankreichs und der Vereinigten Staaten ein robustes Mandat sein, dass unter den Bestimmungen des Kapitels VII der Charta der Vereinten Nationen auch die gewaltsame Umsetzung vorangegangener Resolutionen (unter anderem die Resolutionen 1559 und 1680) vorsah.
Die libanesische Regierung war allerdings mit diesem Entwurf nicht vollständig zufrieden. Eine Delegation der Arabischen Liga reiste deswegen nach New York, um mit den Mitgliedern des UN-Sicherheitsrates zu verhandeln. Die französische Regierung lenkte ein und nach tagelangem Ringen um die endgültige Textfassung beschloss der Sicherheitsrat am 11. August 2006 die Resolution 1701 des UN-Sicherheitsrates.
Wesentliche Punkte dieser Resolution waren die seit 1978 erstmalige Stationierung regulärer libanesischer Truppen im südlichen Libanon und eine auf 15.000 Mann aufgestockten UNIFIL-Mission (diese Mission wird informell oft als UNIFIL II bezeichnet) sowie die Entwaffnung aller libanesischen Milizen, also auch der Hisbollah. Im Zusammenhang mit der Resolution kam es zu einem Waffenstillstand, der am 14. August 2006 um 7.00 Uhr MESZ in Kraft getreten ist.
Da die Hisbollah die Waffenruhe nutzte, um sich mit Syriens Hilfe weiter mit von Iran gelieferten russischen Raketen der modernsten Bauart auszurüsten, führten israelische Spezialkräfte am 17. August 2006 in Budai im Bekaa-Tal östlich von Beirut ein Kommandounternehmen durch. Außerdem drangen Flugzeuge der IAF wiederholt in den Luftraum des Libanon und über den von UNIFIL überwachten Gewässern ein, um Aufklärungsflüge durchzuführen. Die Hisbollah ihrerseits kam auch der „bedingungslosen Freilassung der entführten israelischen Soldaten“, welche durch die UN-Resolution gefordert wurde, nicht nach. Gegen ihre Leichen presste zwei Jahre später die Hisbollah den PLF-Terroristen Samir Kuntar und vier ihrer Kämpfern frei. Ebenso wenig erfolgte die in der Resolution geforderte vollständige Entwaffnung der Hisbollah und aller anderen nichtstaatlichen Organisationen durch die UNIFIL-Truppen und die libanesische Armee. Seit 1. Oktober 2006 waren die israelischen Truppen weitgehend aus dem Libanon abgezogen, nur im Grenzort Ghadschar waren noch israelische Soldaten nördlich der Blauen Linie stationiert. Der Abzug erfolgte, nachdem reguläre Truppen der libanesischen Armee und Kontingente einer verstärkten UNIFIL-Mission im südlichen Libanon ihre Stellungen bezogen hatten.

## Kriegsparteien
Auf libanesischer Seite ist häufig unklar, wer alles an den Kämpfen beteiligt war. Entgegen einer verbreiteten Wahrnehmung war die Hisbollah zwar die wichtigste, aber nicht die einzige kämpfende Partei im Libanon.
Die derzeit mit der Hisbollah verbündete, schiitische Amal-Bewegung beteiligte sich laut CNN an allen wichtigen Gefechten. Sie meldet 17 im Kampf Gefallene.
Ghaith Abdul-Ahad zitiert im Guardian einen ihrer Kämpfer aus Chiyam, der, nachdem er erklärt hat, die Hisbollah zu hassen, fortfährt:

„Aber wenn deine Stadt von den Israelis angegriffen wird, wird jeder kämpfen, egal ob es die Amal, die Kommunisten oder die Nationalisten sind. [D]ie [Hizbollah] hat nicht das Recht, den Widerstand zu monopolisieren.“

Die Libanesische Kommunistische Partei meldete bis zum 7. August sieben im Kampf Gefallene, vier davon am 19. Juli 2006 im zeitweise von israelischen Truppen besetzten südlibanesischen Dorf Srifa. Weitere drei starben am 2. August 2006 in Jammaliyeh nahe Baalbek im Einsatz gegen israelische Kommandoeinheiten.
An den Kampfhandlungen haben nach einem Bericht der Beobachtergruppe für Somalia vom 16. Oktober 2006 auf Seite der Hisbollah auch Angehörige der Union islamischer Gerichte teilgenommen.

## Opfer und Kriegsfolgen
Die Opferzahlen beruhen auf Angaben der Konfliktbeteiligten. Unklar ist derzeit nur noch, ob die libanesische Gesamtopferzahl auch getötete Hisbollah-Kämpfer einschließt, sowie die tatsächliche Zahl getöteter Hisbollah-Kämpfer.

### Opfer im Libanon

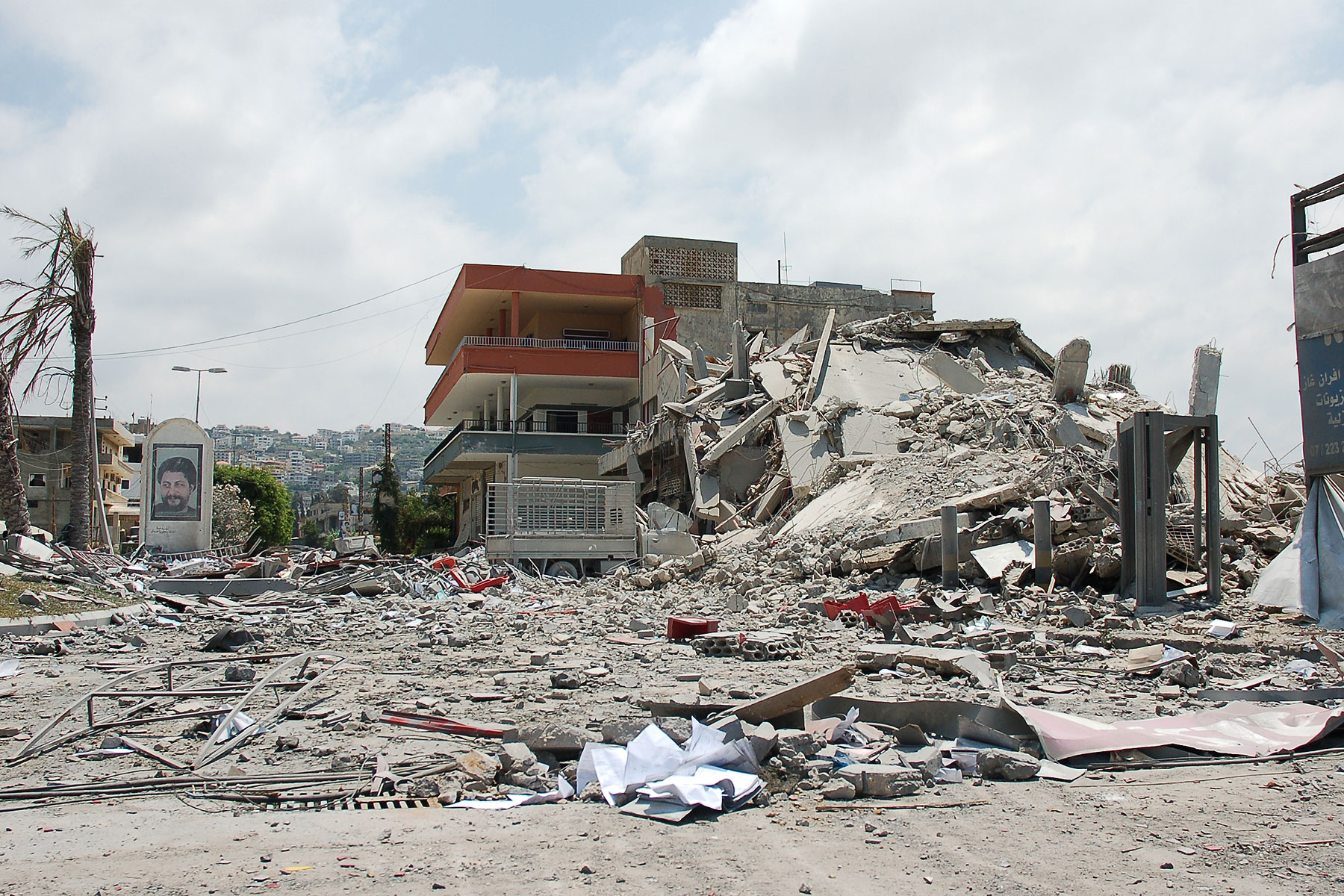
Ghaziyeh bei Sidon, Südlibanon

- 1191[8] Menschen wurden getötet (Zivilisten, Soldaten und Hisbollah-Kämpfer?[74]) und 4409 verletzt,[8] nicht wenige davon erst nach dem Waffenstillstand durch im Gelände verbliebene Blindgänger, Minen und Streubomben.[75] Beim folgenschwersten israelischen Luftangriff wurden in Kana in einem dreistöckigen Wohngebäude 27 Zivilisten, darunter 16 Kinder, getötet.[76]
- Bei Angriffen auf Einrichtungen des libanesischen Militärs starben 46 Soldaten.[3] Am 23. August starben beim Räumen von Minen im Südlibanon drei libanesische Soldaten.[77]
- Entgegen früheren Angaben der Hisbollah wurden nicht 80, sondern 250 Militante bei den Kämpfen getötet.[1] Hisbollah machte keine Angaben über Verwundete. Bei einem Kommandounternehmen der israelischen Armee nach Beginn der Waffenruhe wurden westlich von Baalbek in der Bekaa-Ebene im Osten Libanons drei Kämpfer der Hisbollah getötet.[78] Bei einem weiteren Zusammenstoß im Südlibanon seien nach Fernsehberichten drei Anhänger der radikal-islamischen Hisbollah-Miliz getötet worden, da sich die Soldaten der israelischen Armee „bedroht gefühlt“ hätten.[79]
- Die israelische Militärführung gibt jedoch an, dass israelische Truppen seit Beginn der Kämpfe etwa 530 Hisbollah-Milizionäre getötet hätten.[2] An den letzten beiden Kriegstagen hat die Tzahal Flugblätter mit den Namen von 180 getöteten und identifizierten Hisbollah-Kämpfern über dem Libanon abgeworfen und diese Namen auch auf den von der Hisbollah genutzten Fernseh- und Radiofrequenzen ausgestrahlt.[80]
- Aus den Reihen der Amal-Miliz starben 17 Kämpfer.[3]
- Die Volksfront zur Befreiung Palästinas – Generalkommando (PFLP-GC) unter Ahmad Dschibril meldete den Tod zweier Angehöriger bei israelischen Angriffen auf palästinensische Flüchtlingslager.[3]
- Auf dem Höhepunkt der Krise waren annähernd eine Million Libanesen auf der Flucht,[5] Mitte Oktober 2006 waren immer noch ca. 200.000 Menschen nicht in ihre Heimat zurückgekehrt.[9]
- Seit Inkrafttreten des Waffenstillstands am 14. August sind mindestens 25 Menschen bei Explosion von Streumunition im Südlibanon getötet worden.[81]

### Opfer in Israel

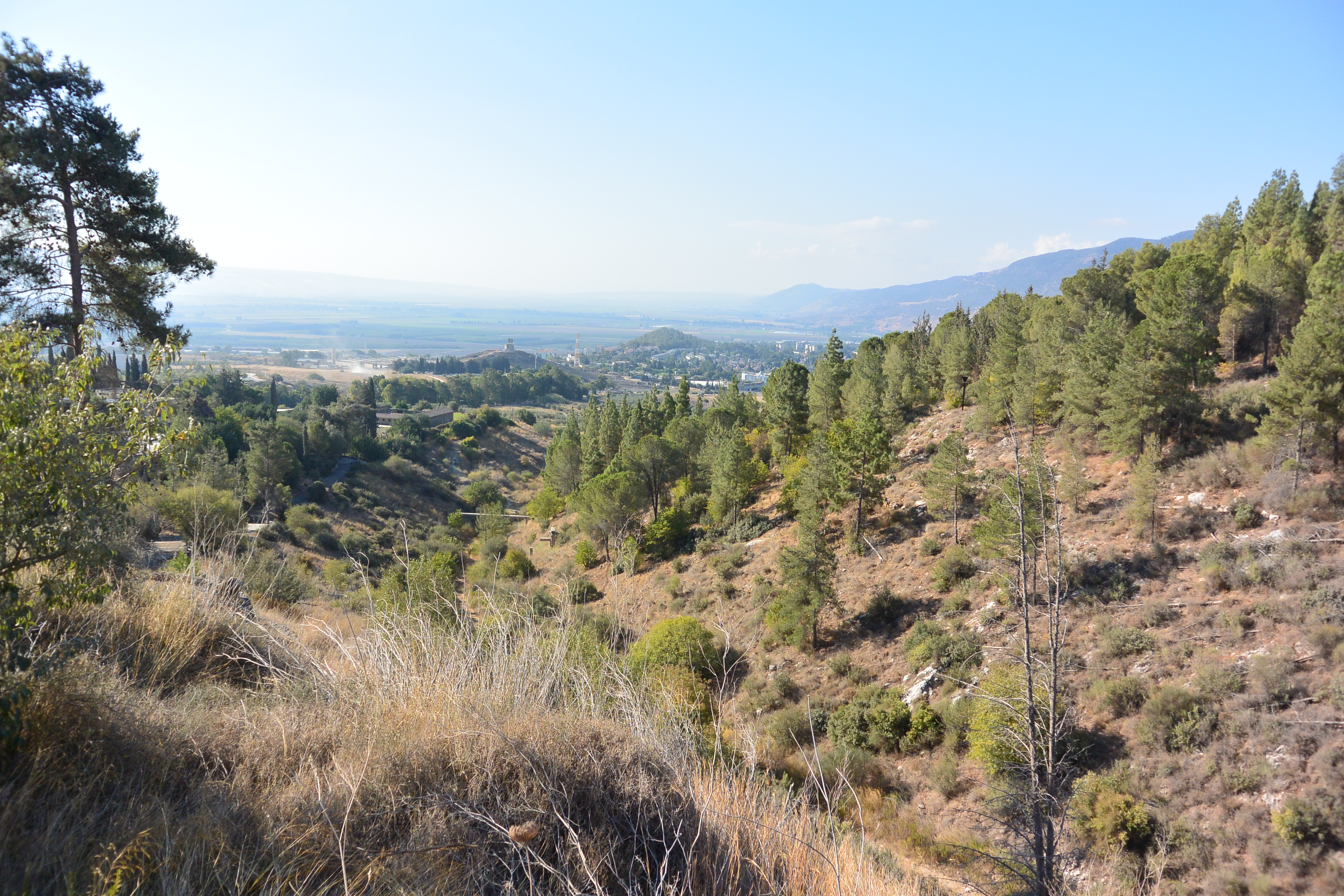

- Durch die Raketenangriffe der Hisbollah wurden 44 Zivilisten getötet,[4][5] darunter vier, die während der Raketenangriffe einen Herzinfarkt erlitten. 690 Menschen wurden laut Polizeiangaben verletzt.[5] Unter den getöteten Personen sind auch 19 arabisch-israelische Bürger.[6][7] Am 16. Juli 2006 wurden in einem Eisenbahndepot in der Stadt Haifa durch einen Raketenangriff der Hisbollah acht Zivilisten getötet und weitere 17 verwundet.[82]
- 119 israelische Soldaten wurden während des Krieges getötet,[4] darunter auch eine 26-jährige Flugzeugmechanikerin.[83] Mehr als 400 Soldaten wurden verletzt. Die Leichen der beiden von der Hisbollah am 12. Juli an einen unbekannten Ort verbrachten israelischen Soldaten Ehud Goldwasser und Eldad Regev wurden im Juli 2008 gegen Samir Kuntar und weitere libanesische Gefangene ausgetauscht; Zeitpunkt und Grund ihres Todes wurden nicht bekanntgegeben. Der folgenschwerste Raketenangriff der Hisbollah tötete am 6. August 2006 in der Ortschaft Kfar Giladi zwölf israelische Reservisten und verwundete zwölf weitere.[6][84][85] In der Nacht zum 19. August wurden bei einem Einsatz von israelischen Truppen ein israelischer Offizier getötet und zwei weitere Soldaten verwundet. Die israelische Armee gab an, diesen Einsatz durchgeführt zu haben, um Waffenlieferungen aus Syrien und Iran an die Hisbollah zu unterbinden.[86][87] Am 23. August starb ein israelischer Soldat und drei weitere wurden verwundet, als ihr Panzer im Südlibanon auf eine alte Mine der Tzahal fuhr.[77]
- Auf dem Höhepunkt der Krise war etwa eine halbe Million Israelis vor den Raketenangriffen der Hisbollah aus dem Norden in den Süden Israels geflohen.[88]

### Opfer anderer Nationalitäten
Während der kriegerischen Auseinandersetzung wurden insgesamt 47 Personen anderer Nationalitäten getötet.
Auf libanesischem Territorium starben infolge israelischer Angriffe 23 Syrer, acht Kanadier (darunter vier Kinder), sechs Brasilianer (darunter drei Kinder), drei Mitglieder einer deutsch-libanesischen Familie aus Mönchengladbach (nur ein Sohn konnte am darauffolgenden Tag gerettet werden), zwei Kuwaitis, eine Frau aus Sri Lanka, ein Jordanier und ein Iraker.
Auf israelischem Territorium starb eine Argentinierin infolge eines Angriffes der Hisbollah auf Naharija.

### Opfer unter Angehörigen von UN-Einheiten
Am 25. Juli wurden durch einen israelischen Luftschlag vier unbewaffnete UNO-Beobachter der UNTSO getötet. Es handelte sich um jeweils einen Vertreter aus Kanada, China, Finnland und Österreich. Bereits am 17. Juli waren bei einem Luftangriff auf Hosh bei Tyrus ein weiterer internationaler ziviler UNIFIL-Mitarbeiter und dessen Ehefrau (beide aus Nigeria) ums Leben gekommen. Drei chinesische UN-Beobachter sind bei Tyrus im Südlibanon durch einen Mörsergranaten-Angriff der Hisbollah verwundet worden.

### Ökologische Auswirkungen

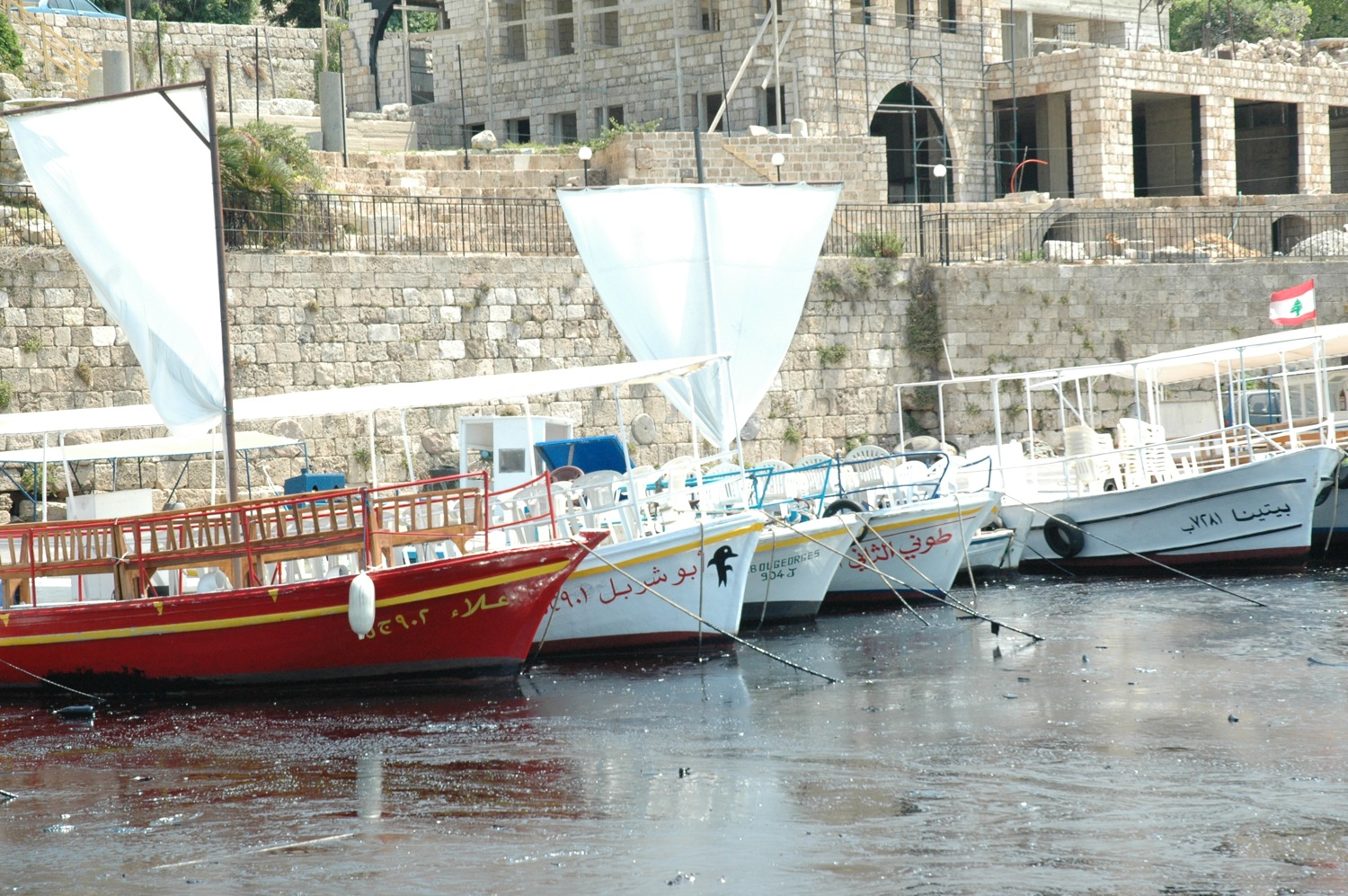
Ölpest im Hafen von Byblos

Nach dem Bombenangriff auf ein etwa 25 km südlich von Beirut gelegenen Elektrizitätswerk am 14. Juli liefen zwischen 10.000 und 35.000 Tonnen Heizöl in das Mittelmeer. Es entstand ein Ölteppich, der ca. 130 Kilometer lang und bis zu 30 Kilometer breit war und etwa 80 km der libanesischen Küste (etwa ein Drittel der Küstenlinie) verschmutzte. Die Seeblockade machte eine effektive Bekämpfung der Ölpest zunächst unmöglich. Es war die bis dahin drittgrößte Umweltkatastrophe im Mittelmeer.
Im Konfliktgebiet – insbesondere in Israel – gingen bei ca. 400 durch Raketenbeschuss entstandenen Bränden etwa 12 km² aufgeforstete Flächen und etwa 40 km² natürlich gewachsener Wälder verloren. Rund 14 km² entfielen auf Naturreservate und Nationalparks. Nach Angaben des jüdischen Nationalfonds Keren Kayemeth Leisrael wurden über 700 Hektar Wald und ca. 1500 Hektar Naturlandschaft vernichtet, deren Wiederaufforstung bzw. Wiederherstellung „sicher 20 Jahre dauern“ werde. Problematisch war angesichts der Wasserknappheit in Israel der Bedarf großer Mengen Löschwassers, die zur Bekämpfung der Brände benötigt wurden.

### Ökonomische Auswirkungen auf den Libanon
Die libanesische Bauernvereinigung beziffert die Schäden in der Landwirtschaft auf 135–185 Millionen USD. Die Middle East Airlines (MEA) gibt ihren Verlust durch den Ausfall der Flüge von und nach Beirut mit 45 Millionen USD an.
Der Tourismus war und ist im Libanon ein wichtiger Wirtschaftszweig und diente schon damals unter anderem zur Reduzierung der Staatsverschuldung. Nach BFAI-Angaben wurde der Libanon im Jahre 2005 von 900.000 Touristen besucht, zwei Millionen besuchten Israel, 5,8 Millionen Jordanien und 3,4 Millionen Syrien. Die Region ist reich an Kulturschätzen. Libanon hatte für das Jahr 2006 einen zwanzigprozentigen Zuwachs in dieser Branche einkalkuliert, vereinfachte Visaregeln sollten die Besucherzahl bis 2010 auf über zwei Millionen bringen. Die Zahlen für Ende Juni wiesen eine Steigerung von 24 Prozent gegenüber 2005 aus.
Bereits nach der Ermordung Rafiq al-Hariris war der Tourismus im Libanon eingebrochen. Neben dem Tourismus ist die libanesische Wirtschaft auf die Produktion von leichten Industriegütern und Lebensmitteln ausgerichtet. Der Handel mit Syrien hatte 2005 zweistellige Zuwachsraten verzeichnet. Laut dem österreichischen Handelsdelegierten in Damaskus, Kurt Altmann, entsprechen drei Milliarden Dollar Schaden durch die israelischen Angriffe „15 Prozent des Bruttoinlandsprodukts“. Mohamed Safadi, libanesischer Minister für Verkehr und Infrastruktur rechnet allerdings mit bis zu 20 Mrd. Dollar Kriegsschaden inklusive wirtschaftlicher Folgeschäden. Das Sozialprodukt des Landes lag deutlich niedrige als im Vorjahr. Der Beiruter Aktienindex fiel nach Beginn der Angriffe um 14 Prozent.
Für das Jahr 2006 war ein Wachstum von mindestens drei Prozent erwartet worden, nachdem das Jahr 2005 mit einem Nullwachstum abgeschlossen hatte. Nach dem Krieg rechnete man wieder mit Nullwachstum bzw. mit einer Schrumpfung um drei Prozentpunkte. Der libanesische Premier Fouad Siniora bat im August 2006 bei einem Treffen mit Schwedens Entwicklungshilfeministerin Carin Jämtin um Hilfe beim Wiederaufbau.
Schon der Bürgerkrieg von 1975 bis 1990 hatte die Wirtschaft stark geschädigt. Das Wiederaufbauprogramm hatte zwar die Wirtschaft angekurbelt, trug aber in Verbindung mit einer Hochzinspolitik zu der enormen Staatsverschuldung bei, die 195 Prozent des Bruttoinlandsproduktes erreichte.
Große Teile der zivilen Infrastruktur des Libanon wurden zerstört, darunter 640 km Straßen, 73 Brücken, und 31 andere Ziele wie der Rafic Hariri International Airport in Beirut, Hafenanlagen, Wasser- und Klärwerke, Elektrizitätswerke, 25 Tankstellen, 900 kommerzielle Einrichtungen, bis zu 350 Schulen und zwei Krankenhäuser sowie 15.000 Wohnungen. 130.000 weitere Wohnungen wurden beschädigt.

### Ökonomische Auswirkungen auf Israel
Israels Wirtschaft kostete der Krieg schätzungsweise vier Mrd. Euro. Statt eines Wirtschaftswachstums von etwa 5,5 Prozent des Bruttoinlandsprodukts wurde für 2006 nach dem Krieg weniger als vier Prozent vorhergesagt. Die vorzeitig durchgeführte Mehrwertsteuersenkung auf 15,5 Prozent werde ggf. zurückgenommen.
Da Konzerte und Veranstaltungen aus Sicherheitsgründen größtenteils abgesagt wurden, wurden in der Hotelbranche schwere Einbußen erwartet.

### Innenpolitische Auswirkungen auf Israel
Innenpolitisch hat die Regierung von Israel nach dem Krieg an Ansehen verloren. Die Umfragewerte für den Ministerpräsidenten sind gefallen. Ende Oktober 2006, wurde die Partei Jisra’el Beitenu als neuer Koalitionspartner aufgenommen, um die Regierung zu stärken. Die Winograd-Kommission, welche von der israelischen Regierung einberufen wurde, um die militärischen und politischen Fehler Israels während des Krieges zu untersuchen, gilt als Auslöser für den Rücktritt des Generalstabschef der israelischen Streitkräfte Dan Chalutz noch bevor der Bericht überhaupt veröffentlicht wurde. Der Bericht attestiert der israelischen Führung schwerwiegendes Versagen und Schwäche im strategischen Denken. Mehrere Politiker forderten daraufhin den Rücktritt des Premierministers, ein Minister trat kurz nach Veröffentlichung zurück.

## Hintergrund

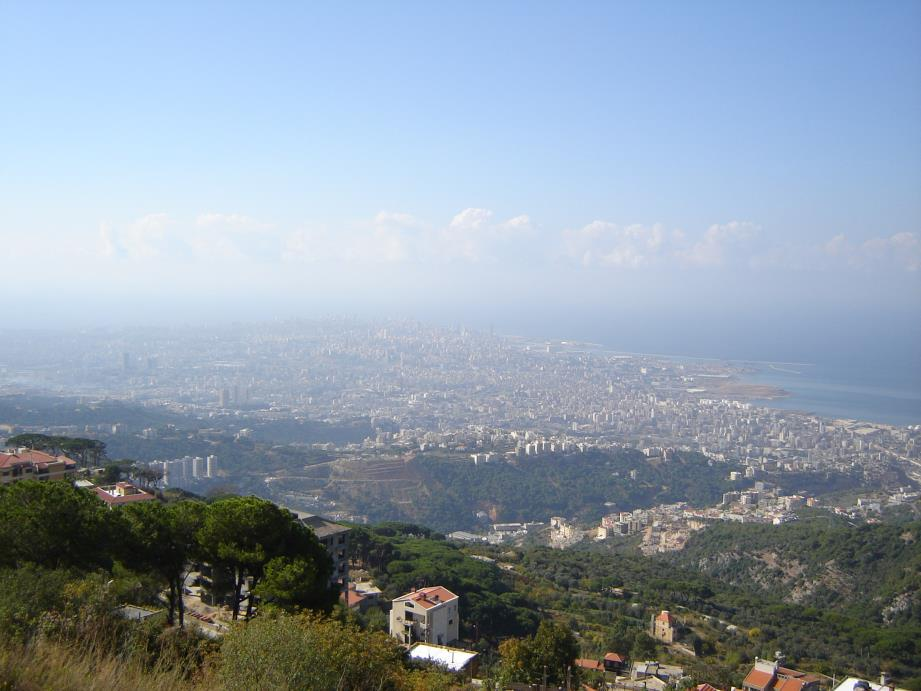
Blick über Beirut

Nach dem Palästinakrieg wurde der Libanon Zufluchtsort für mehr als 110.000 palästinensische Flüchtlinge, die aus Israel geflohen waren. Der Libanesische Bürgerkrieg dauerte von 1975 bis 1990 und syrische Truppen hielten das Land von 1976 bis 2005 besetzt.
Ab 1975 kämpften verschiedene paramilitärische Gruppierungen um die Vorherrschaft im Land. Auslöser waren die Konflikte zwischen der maronitischen Phalange-Miliz und der nach dem „Schwarzen September“ 1970 aus Jordanien vertriebenen bewaffneten Kräfte der Palästinensischen Befreiungsorganisation (PLO). Der libanesische Bürgerkrieg kostete bis zu seinem Ende 1990 zwischen 90.000 und 110.000 Menschen das Leben.
1978 griff Israel das erste Mal in den Konflikt ein. Unter dem Namen „Operation Frieden für Galiläa“ marschierte Israel dann am 6. Juni 1982 mit der Begründung in das Nachbarland ein, fortgesetzte Übergriffe auf israelisches Territorium beenden zu wollen. Die israelischen Streitkräfte rückten bis nach Beirut vor und besetzten die Hauptstadt. Die PLO, die dort ihr Hauptquartier und im Süden des Landes eigene staatliche Strukturen eingerichtet hatte, wurde gezwungen, den Libanon zu verlassen und verlegte ihre Verwaltung nach Tunesien.
Zwischen Juni und September 1982 wurden insgesamt etwa 20.000 Palästinenser getötet, vor allem von christlichen Milizen. 1985 besetzte Israel erneut einen Streifen im Süden des Landes und gab diese Region erst am 25. Mai 2000 mit dem Abzug der Armee an den Libanon zurück. Am 24. Juli erklärten die Vereinten Nationen, dass sich die israelische Armee in Übereinstimmung mit der Resolution 425 (1978) des Sicherheitsrates der Vereinten Nationen hinter die Waffenstillstandslinie von 1949 ('Grüne Linie') zurückgezogen habe. Strittig ist auf libanesischer Seite die Besetzung der Schebaa-Farmen, doch laut UN-Entscheidung handelt es sich dabei um syrisches Staatsgebiet.
Seit dem Abzug Israels aus dem Südlibanon im Juni 2000 wurde Nordisrael wiederholt von der Hisbollah mit Katjuscha-Raketen beschossen. Israel wiederum beschoss südlibanesisches Gebiet mit Raketen und Mörsergranaten. Die Aktion der Hisbollah vom 12. Juli ist nur ein Ereignis in einer Reihe von Zwischenfällen.

### Hisbollah
Unter dem Eindruck des israelischen Eingreifens in den libanesischen Bürgerkrieg wurde 1982 die islamistische Hisbollah mit dem Ziel gegründet, die israelische Besatzung im Libanon zu bekämpfen. Die Hisbollah verfolgt sowohl sozialpolitische Ziele, etwa im Bereich Bildung und Gesundheitswesen, als auch ihre satzungsgemäßen Ziele, zu denen nach Aussage ihres Führers Sayyid Hassan Nasrallah vor allem die Auslöschung Israels gehört. Die schiitische, von Iran und Syrien unterstützte Organisation verfügt über einen politischen und einen militärischen Arm. Im Libanon ist sie eine legale Partei, stellt seit dem Juli 2005 zwei Minister und unterhält soziale Einrichtungen wie Krankenhäuser, Schulen und Waisenhäuser. Ihr politisches Engagement ist von anti-israelischen und pro-syrischen Interessen bestimmt und ist spätestens seit dem Mord am ehemaligen libanesischen Ministerpräsidenten Rafiq al-Hariri im Jahr 2005 und zahlreichen weiteren Morden an antisyrischen Politikern ins Zwielicht geraten. Antisyrische Libanesen werfen der Hisbollah aktive oder zumindest passive Hilfe an den Mordanschlägen vor. Hisbollah-Abgeordnete versuchten das durch die Resolution 1757 des UN-Sicherheitsrates möglich gemachte internationale Tribunal zur Aufklärung des Hariri-Mordes bis zuletzt zu verhindern.
Der militärische Flügel der Organisation führte Angriffe auf Nordisrael und von Israel besetzte (und völkerrechtlich Syrien zugeschriebene, aber vom Libanon z. T. beanspruchte) Gebiete wie die Golanhöhen und die Schebaa-Farmen durch. Die Hisbollah war auch ein Teilnehmer am libanesischen Bürgerkrieg, in dem sie sich unter anderem blutige Gefechte mit der damals rivalisierenden Schiitenmiliz Amal lieferte. Die Hisbollah wird von vier Staaten explizit als Terror-Organisation angesehen: Von den USA, Israel, Kanada und Australien. Andere Staaten differenzieren zwischen dem politischen und militanten Arm der Hisbollah. So führt die EU die Hisbollah nicht in ihrer Liste der Terror-Organisationen, wenngleich das EU-Parlament im Jahr 2005 zur Erkenntnis gelangte, dass „eindeutige Beweise für terroristische Aktivitäten der Hisbollah“ bestünden und dass man „alle notwendigen Schritte zur Beendigung ihrer terroristischen Aktivitäten“ unternehmen müsse. Auch der Anschlag am 23. Oktober 1983, bei denen fast 300 damals im Libanon stationierte französische und US-amerikanische Soldaten umkamen, wird der Hisbollah zugeschrieben.
Die UNO hat die libanesische Regierung mehrfach dazu aufgefordert, ihre staatliche Gewalt gegenüber den Hisbollah-Milizen durchzusetzen, um die Angriffe auf israelisches Territorium zu unterbinden. Die UN-Resolution 1559 vom 2. September 2004 fordert die Achtung der territorialen Integrität und Souveränität des Libanon, den Abzug aller fremden Truppen aus dem Libanon und die Auflösung und Entwaffnung aller paramilitärischen Milizen. In der Resolution zur Beendigung des Libanonkriegs 2006 wurde die Forderung erneut bekräftigt. Der Libanon kam dieser Aufforderung nicht nach und nahm vor und während des Krieges eine passive Rolle ein, anstatt seiner Verpflichtung zur Durchsetzung des staatlichen Gewaltmonopols nachzukommen.
Die Website der libanesischen Armee kommentierte am 22. November 2004:

„Die einzige ausländische Kraft, die im Libanon existiert, sind die israelischen Kräfte, welche die Schebaa-Farmen besetzen.“

Sie erklärte zur verlangten Entwaffnung der Hisbollah:

„Der nationale Widerstand, welcher der israelischen Besetzung begegnet, ist keine Guerilla und er hat keine Sicherheitsrolle innerhalb des Landes und seine Aktivitäten sind darauf beschränkt, dem israelischen Feind entgegenzusehen. Dieser Widerstand hat zu dem Abzug des Feindes vom größeren Teil unseres besetzten Landes geführt und ist noch vorhanden, um die Schebaa-Farmen zu befreien.“

Die Hisbollah hat sich bislang geweigert, ihre Waffen abzugeben und begründet dies mit der Bedrohung durch Israel.

### Rolle Irans und Syriens

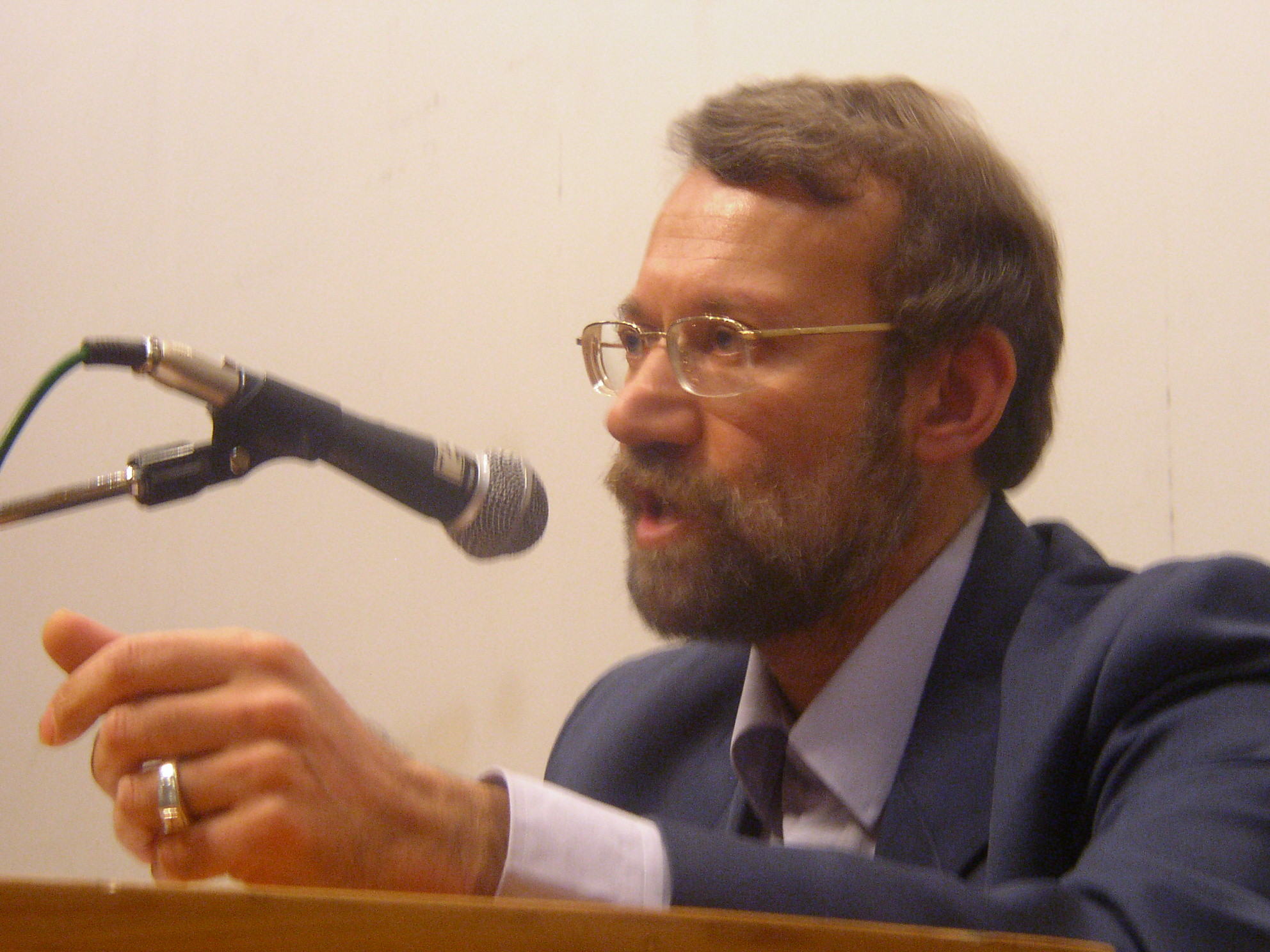
Irans Sicherheitsbeauftragter Ali Laridschani traf sich mit der syrischen Regierung

Sowohl Iran als auch Syrien haben die Angriffe der Israelis im Libanon verurteilt. Unter Beobachtern in der westlichen Welt gelten beide Staaten als Unterstützer der Hisbollah und es wird angenommen, sie hätten Einfluss auf deren Aktivitäten.
Iran gilt als Schutzmacht der Schiiten in Libanon und unterstützt die Organisation angeblich mit Waffenlieferungen und 100 Mio. US-Dollar jährlich. Die offizielle Position der islamischen Republik ist, dass

„die libanesische Hisbollah eine unabhängige politische Gruppe ist, die im Parlament des Landes vertreten ist. Sie genießt eine große Popularität und wird vom Volk respektiert. Die Hisbollah wird von allen muslimischen Völkern, darunter auch vom muslimisch iranischen Volk, unterstützt. Sie ist nicht von Iran abhängig, und [der] Iran ist nicht verantwortlich für ihre Aktivitäten.“

Syrien übt trotz seiner im April 2005 nach drei Jahrzehnten beendeten militärischen Präsenz im Libanon immer noch großen Einfluss auf die Innenpolitik des Nachbarlandes aus.
Amal Saad-Ghorayeb, Professorin für Politikwissenschaften an der American Lebanese University in Beirut, kommt zu dem Urteil, dass Iran der Hisbollah alles aus seinen Waffenlagern geliefert habe, was man in Einzelteile zerlegen und in den Libanon transportieren kann. Hinzu käme eine intensive Koordination zwischen der Hamas, der Hisbollah und den iranischen Quds-Brigaden. Syrien diene dabei nur als Transitland für Waffenlieferungen.
Durch den Einfluss Irans auf die Hisbollah gibt es Stimmen, die Irans Agieren als Ablenkung und zusätzlichen Aspekt im Atomstreit mit dem Westen sehen. Demnach nutze die Führung Irans die Krise und ihren Einfluss, um sich als Regionalmacht zu etablieren. Im Konflikt um das iranische Atomprogramm hatte die Hisbollah ihre Unterstützung zugesichert. So empfing die Teheraner Führung im Januar 2006 mehrere hohe Repräsentanten islamistischer Bewegungen aus der Region, etwa den Hamas-Vertreter Chalid Maschal und den Führer der Hisbollah im Libanon, Scheich Hassan Nasrallah. Beide sagten zu, ihre Aktivitäten gegenüber Israel zu „steigern“, sollte Iran angegriffen werden.
Der israelische Vize-Premierminister Schimon Peres sagte am 16. Juli gegenüber der Presse, dass die Iranische Revolutionsgarde bereits in den Konflikt eingreifen würde, was von der Hisbollah als auch von Iran zurückgewiesen wurde.
Am Abend des 18. Juli warf Israels Ministerpräsident Ehud Olmert Iran und Syrien Mitverantwortung für die Eskalation der Gewalt im Libanon vor. Demnach hätten im Libanon operierende Mitglieder der iranischen Revolutionsgarde die Entführung zweier israelischer Soldaten rund eine Woche zuvor zusammen mit der Hisbollah koordiniert, um damit die Aufmerksamkeit der Welt von Irans Atomprogramm abzulenken, was somit erfolgreich gewesen sei. Vorher hatte Israels Armee mitgeteilt, die Hisbollah-Miliz schmuggle Waffen aus Syrien in den Libanon. Die Hisbollah meldete unterdessen, dass sie neuartige Raketen mit größerer Reichweite besitze. »Unsere Kämpfer haben Raketen vom Typ Raad 2 und Raad 3 auf Haifa gefeuert«, hieß es in einer Erklärung. Die ersten Raketen vom Typ Raad („Donner“) wurden 2004 in Iran hergestellt; diese haben eine Reichweite von 120 bis 350 Kilometer. Gemäß der Nachrichtenagentur IRNA traf sich am 19. Juli der libanesische Präsident Émile Lahoud mit dem iranischen Botschafter im Libanon Mohammad-Reza Scheybani. Dabei ging es um die Frage, inwieweit Iran dem Libanon bei den Angriffen durch Israel helfen kann. Se’ew Schiff, Korrespondent für die Haaretz, schrieb in einem Artikel für Foreign Affairs, dass sich im Libanonkrieg zum ersten Mal Israel und Iran in einem Konflikt gegenüberstanden. Dabei sei der Krieg eventuell nur der Auftakt zu einem größeren Konflikt mit Iran.

### Rolle der Vereinigten Staaten

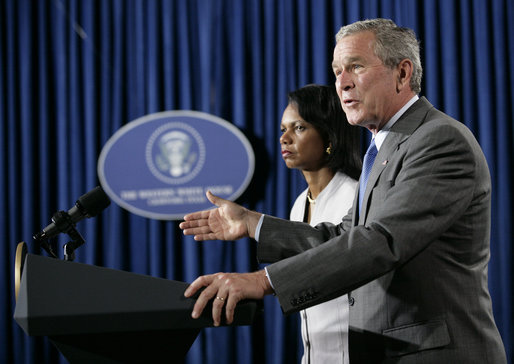
Statement von US-Präsident George W. Bush mit Außenministerin Condoleezza Rice vor der Presse am 7. August 2006 zum Krieg im Libanon.

Die Vereinigten Staaten forderten in ersten Stellungnahmen Israel zur Zurückhaltung auf (vergleiche hierzu: Internationale Reaktionen). Einem Bericht der britischen Zeitung The Guardian zufolge waren die militärischen Aktionen Israels mit den Vereinigten Staaten abgestimmt. Die Vereinigten Staaten hätten Israel einen Zeitrahmen eingeräumt, in dem Israel der Hisbollah maximalen Schaden zufügen solle. Erst danach würde sich auch die Regierung der Vereinigten Staaten den internationalen Forderungen nach einem Waffenstillstand anschließen. Eine derartige Absprache wurde von der US-Regierung dementiert. Allerdings haben die Vereinigten Staaten bereits zu Beginn der Luftoperationen dem Ersuchen der israelischen Regierung nach einer schnelleren Lieferung von bestellten Präzisionswaffen stattgegeben.

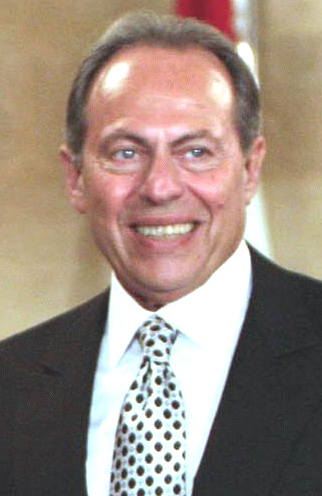
Der libanesische Staatspräsident Émile Lahoud

Der US-Enthüllungsjournalist Seymour Hersh veröffentlichte einen Artikel, der die Politik der US-Regierung mit einem inoffiziellen Einverständnis mit Israels Vorgehen erklärt. Hersh zitiert zahlreiche anonyme amerikanische und israelische Quellen aus regierungsnahen Kreisen, denen zufolge Israel die Angriffe gegen die Hisbollah bereits Monate vorher geplant habe. Demnach sei auch die US-Regierung schon lange zuvor auf einen solchen Krieg vorbereitet gewesen. Dies sei, so Hersh, Teil einer militärischen Kooperation, die vor allem die Luftstreitkräfte beider Länder betrifft. Die US-Regierung sieht demnach die Militäroperation gegen die Hisbollah als Testfall für einen amerikanischen Luftangriff auf Iran an. Teheran habe die Hisbollah in der Entwicklung unterirdischer Bunkeranlagen unterstützt, wie sie in ähnlicher Weise auch in Iran existierten. Der Angriff werde – laut Hershs Informanten – noch vor dem Ende der Amtszeit von Präsident Bush angestrebt. Das offizielle Dementi der US-Regierung zu seinen Kernaussagen hatte Hersh dabei bereits vorab eingeholt und in seinen Artikel eingebaut.

## Diplomatie

### Internationale Reaktionen
US-Präsident George W. Bush äußerte sich „besorgt um die Demokratie im Libanon“. Dennoch betonten die USA als auch die deutsche Kanzlerin Merkel, dass Israel das Recht auf Selbstverteidigung habe. Der iranische Präsident Mahmud Ahmadinedschad machte am 13. Juli in einem Telefonat mit seinem syrischen Amtskollegen Israel für die Eskalation verantwortlich. Weiter warnte er Israel, einen Angriff auf Syrien durchzuführen. In diesem Fall müsste das Land mit einer „scharfen Reaktion“ rechnen. Der Sprecher des iranischen Außenministeriums Hamid-Reza Asefi verurteilte am selben Tag die Angriffe Israels auf den Libanon und die durch Israel begangenen Zerstörungen der Infrastruktur stark. Er fügte hinzu, dass Iran über die Destabilisierung der Region, die durch Israel begangen werde, besorgt sei. Am 14. Juli hat der israelische Ministerpräsident Ehud Olmert als Bedingungen für die Einstellung der Kämpfe die Freilassung der beiden im Südlibanon entführten israelischen Soldaten, die Einstellung der Raketenangriffe durch die Hisbollah und die Erfüllung der UN-Resolution 1559 gestellt. Syriens Vizepräsident Faruk al-Scharaa rügte auf einer gemeinsamen Pressekonferenz mit dem iranischen Chef für die Nationale Sicherheit Ali Laridschani am 12. Juli 2006 Israels Verhalten im Gazastreifen und im Libanon. Er wies den Vorwurf zurück, dass Syrien etwas mit der Entführung des israelischen Soldaten zu tun habe. Der palästinensische Präsident Mahmud Abbas warnte vor einem regionalen Krieg. Er forderte die Weltmächte auf, in diesem Konflikt zu intervenieren. Allgemein ist die Stimmung in der arabischen Welt gespalten. Während einige Staaten wie Marokko, Syrien und der Jemen ihre Unterstützung für den Libanon und die Hisbollah zum Ausdruck brachten, kritisierten andere Staaten wie Saudi-Arabien und Ägypten indirekt die Hisbollah für ihr Verhalten.
Der damalige UN-Generalsekretär Kofi Annan regte auf dem G8-Gipfel in St. Petersburg eine Friedensmission an. Der britische Premier Tony Blair erklärte, „der einzige Weg, die Bombardierung Israels zu stoppen, ist eine Stationierung internationaler Truppen“. Russland, Italien und die EU standen dem positiv gegenüber, für Deutschland war dies nach den Worten von Bundeskanzlerin Merkel zu dem Zeitpunkt „kein Thema“. Israel begrüßte eine Stationierung von Blauhelmen, stellte hierfür aber Bedingungen. So müsse es Aufgabe einer Friedenstruppe sein, die Hisbollah in einem Streifen von 80 km nördlich der Grenze zu entwaffnen.
Die Schweiz reagierte in Gestalt ihrer Außenministerin Micheline Calmy-Rey am 20. Juli harsch auf die militärische Reaktion Israels. So unbestritten das Selbstverteidigungsrecht Israels sei, so eindeutig unangemessen sei der Angriff auf Libanon, zumal er in großem Maße unbeteiligte Zivilisten und zivile Einrichtungen treffe. Als Depositärstaat der Genfer Konvention sei die Schweiz verpflichtet, auf deren Einhaltung zu drängen.
Der Präsident Venezuelas, Hugo Chávez, drohte mit dem Abbruch der Beziehungen zu Israel. Chávez sagte in einer Fernsehansprache, er habe kein Interesse, mit einem Staat wie Israel diplomatische Beziehungen, Büros oder Handelsbeziehungen zu halten.
Die deutsche Bundesregierung hielt sich mit offiziellen Stellungnahmen zurück. Die Grünen forderten wegen der kriegerischen Auseinandersetzungen im Libanon ein Aussetzen deutscher Waffenlieferungen an Israel. „Jede Rüstungslieferung ist angesichts der Art der israelischen Kriegsführung ein Beitrag zur Spannungsförderung“, sagte Grünen-Verteidigungsexperte Winfried Nachtwei der Netzeitung. Nachtwei forderte die Bundesregierung auf, sich an die Richtlinien zum Export von Kriegswaffen in Krisengebiete zu halten.

### Libanon-Konferenz
Am 26. Juli fand in Rom eine internationale Konferenz statt, die sich mit dem Konflikt im Libanon beschäftigte. Die direkten Konfliktparteien Israel, Hisbollah und Hamas nahmen an dem Treffen nicht teil. Auch Syrien war auf der Konferenz nicht vertreten. Zu den 15 Teilnehmern gehörten Vertreter der Europäischen Union, der Vereinigten Staaten, der UNO, der Weltbank und des Libanons. Außerdem nahmen Ägypten und Jordanien an der Konferenz teil.
Neben der Konfliktlösung ging es vorrangig um die Versorgung der libanesischen Zivilbevölkerung. Die Vorschläge einer internationalen Schutztruppe wurden ebenfalls teilweise konkretisiert. Diese Friedenstruppe sollte mit einem UN-Mandat ausgestattet sein und nach einem Waffenstillstand die Grenze zwischen Israel und Libanon absichern können. Auf genaue Vorschläge, wie auf diplomatischem Wege ein Waffenstillstand erreicht werden könne, einigte sich die Konferenz nicht.
Israel interpretierte angeblich die Unschlüssigkeit und die als vage empfundenen Ergebnisse der Konferenz, die für viele Beobachter auf Uneinigkeit der beratenden Nationen beruhten, als „Erlaubnis“ mit seinen Operationen im Libanon fortfahren zu dürfen. Israel sah sich in der Ansicht bekräftigt, dass es die Hisbollah nur selber entwaffnen könne, wozu ein militärischer Sieg vonnöten wäre. Auf der Konferenz wurde trotz aller vermeintlichen Uneinigkeit zu einer Waffenruhe aufgefordert. Der Aufruf stünde im völligen Widerspruch zu dessen Interpretation seitens Israels, betonte der finnische Außenminister in Vertretung der EU.

### UN-Resolution
Der UN-Sicherheitsrat nahm am 11. August einstimmig die UN-Resolution 1701 an. Der von den ständigen Mitgliedern USA und Frankreich eingebrachte Entwurf enthielt unter anderem die Forderung nach einem sofortigen Waffenstillstand sowie nach der Stationierung von 15.000 libanesischen und 15.000 UNIFIL Soldaten, um eine Waffenruhe zu überwachen, und nimmt Bezug auf die Umsetzung der Resolution 1559. Im Gegensatz zu dem ursprünglichen Mandat der UNIFIL ist das erweiterte Mandat unter Kapitel VII der UN-Charta gestellt.

## Die öffentliche Debatte

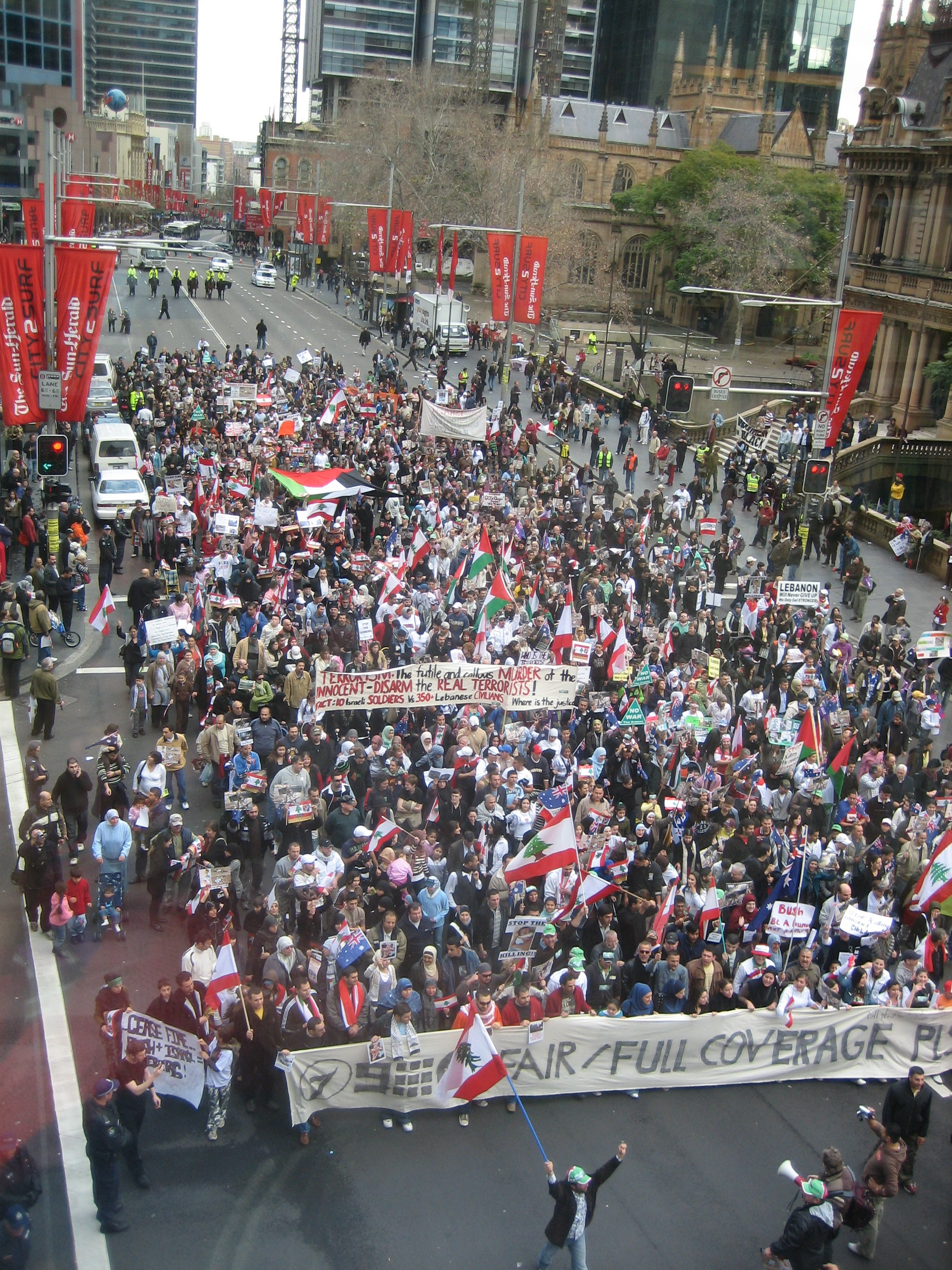
Proteste von Libanesen in Sydney am 22. Juli.

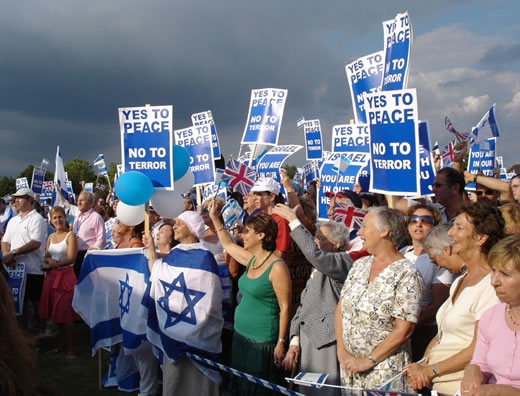
Proisraelische Demonstration in London am 30. Juli

Um die Bewertung des Konflikts wurde in der öffentlichen Meinung in Deutschland und anderen Ländern von Anfang an erbittert gestritten. Während die Kritiker des israelischen Vorgehens im Agieren der Armee einen völkerrechtswidrigen Angriffskrieg sahen und Israel dafür kritisierten, wurde von der Gegenseite das Vorgehen Israels verteidigt. Die Befürworter sprachen davon, Israel sei gegen eine „tödliche Bedrohung“ durch Hisbollah und Hamas vorgegangen und halte damit Syrien und Iran davon ab, Libanon gleichsam als festinstallierte Startrampe gegen Israel zu missbrauchen.

### In Israel
Mit ihrem Vorgehen erwarben sich Olmert und Peres in den ersten Kriegstagen die breite Zustimmung der israelischen Bevölkerung: 90 Prozent wollten den Krieg laut Umfragen so lange fortführen, bis die Hisbollah von der Grenze entfernt würde, und erst danach Verhandlungen über einen Waffenstillstand und die Freilassung der entführten Soldaten führen. Nach der Tötung von mindestens 28 Zivilisten bei einem Bombardement im südlibanesischen Kana, zunehmenden Verlusten der Bodentruppen und der Tatsache, dass die propagierten Kriegsziele nicht erreicht wurden, sank die Zustimmung zu Olmerts und Peres’ Amtsführung auf 48 % bzw. 37 %.
Im Massenblatt Jediot Achronot wurde betont, dass Israel erstmals seit Jahren seine „echte Grenze“ verteidige.
Der Sprecher der Organisation: „Schalom Achschaw“ („Frieden Jetzt“), Yarif Oppenheimer sagte, dass Israel sich 2000 aus dem Libanon zurückgezogen habe. Israel sei von der Hisbollah angegriffen worden und habe deshalb reagieren müssen.
Uri Avnery von der Gusch Schalom hielt das Vorgehen Israels für eine lange vorbereitete Aktion des israelischen Militärs und für schädlich, nicht nur für den Libanon, sondern auch für Israel. Er befürchtete eine weitere Radikalisierung und Stärkung der Hisbollah.

### Weltweit
Neben den Vereinigten Staaten stärkte auch Großbritannien Israel diplomatisch den Rücken und warb um Verständnis für das Vorgehen von Israel. Ein Großteil der westlichen Regierungen hielten sich weitestgehend mit offiziellen Verurteilungen Israels in dem Konflikt zurück.
Die Evangelikalen in den USA unterstützten die Position Israels. Für die Christian Right ist die Unterstützung von Israel wichtig als Teil der „letzten Schlacht“ (siehe auch christlicher Zionismus). Newt Gingrich, ein Vertreter der Neokonservativen, neben den Evangelikalen die Hauptbasis der republikanischen US-Regierung unter George W. Bush, sah im Israel-Hisbollah-Konflikt den Ausbruch des Dritten Weltkriegs. Man sollte nun schnell darauf hinarbeiten und dürfe jetzt keine Appeasement-Politik betreiben.

## Berichterstattung israelischer Medien
Siehe auch: Wiedergabe des Nahostkonflikts in den Medien
In einem 2008 veröffentlichten Bericht kritisiert die israelische NGO Keshev den medialen Umgang mit dem Zweiten Libanonkrieg. Demnach habe die Berichterstattung in Israel kritischen Stimmen bis auf wenige Ausnahmen keinen Raum gegeben, sondern „eine Atmosphäre der uneingeschränkten Unterstützung und Rechtfertigung des Krieges“ geschaffen. Der Report dokumentiert unter anderem eine Aussage des stellvertretenden Marketingleiters der israelischen Zeitung Ma'ariv nach dem Krieg:

“Even when we had problematic material related to the management of the war […] we restrained ourselves. In a certain sense, we betrayed our role as journalists, but we did so because we took national, patriotic considerations into account and decided that in the event of war […] we were part of the Country; that it was permissible, and even required of us, to postpone disputes and criticism; and that we did not have to apologize, or to feel abashed, for our support and backing of the Army and the Government.”

„Selbst wenn uns problematisches Material bezüglich der Kriegsführung vorlag […] hielten wir uns zurück. In einem gewissen Sinne übten wir Verrat an unserer Rolle als Journalisten, aber wir taten es, weil wir nationale und patriotische Erwägungen beachteten und entscheiden, dass wir im Falle eines Krieges […] Teil des Landes sind; dass es zulässig, sogar notwendig war, Kontroversen und Kritik zurückzustellen und dass wir uns für unsere Unterstützung der Armee und Regierung nicht entschuldigen oder schämen müssen.“

Dem Bericht zufolge sei sowohl die mangelnde Unterstützung nahe der Grenze lebender Israelis, als auch das Leid der libanesischen Zivilbevölkerung medial kaum thematisiert, beziehungsweise inhaltlich vom Kriegseinsatz abgekoppelt worden.
Ein kritischerer Umgang mit den militärischen Auseinandersetzungen habe sich laut Keshev erst gegen Ende des Krieges eingestellt, als sich eine mögliche Niederlage der israelischen Armee abzeichnete. Diese Kritik beschränkte sich jedoch im Großteil auf Schuldzuweisungen für den Misserfolg. So sei häufig berichtet worden, die Politik Shimon Peres’ und Ehud Olmerts behindere die Kampfeinsätze israelischer Truppen und „erlaube ihnen nicht, zu gewinnen“.

## Völkerrechtliche Aspekte
Völkerrechtssubjekte mit den durch das Völkerrecht geregelten Rechten und Pflichten sind in diesem Konflikt in erster Linie die Staaten Israel und Libanon. Die Hisbollah als nicht-staatliche Organisation erfüllt dagegen nicht die Kriterien für ein Subjekt des Völkerrechts. Das befreit sie allerdings nicht von der Pflicht zur Einhaltung völkerrechtlicher Normen. Vielmehr hat auch das Internationale Komitee vom Roten Kreuz (ICRC) als Treuhänder der Genfer Konvention in einer Erklärung von 19. Juli 2006 durch ICRC-Direktor Pierre Krähenbühl u. a. ausdrücklich festgestellt, dass auch die Kämpfer der Hisbollah „an die Regeln des internationalen Völkerrechtes gebunden sind und keine Zivilpersonen oder zivile Infrastrukturen beschießen dürfen“. Aus der fehlenden eigenen Völkerrechtsfähigkeit der Hisbollah ergibt sich jedoch die Pflicht auch des Staates Libanon, bei Missachtung dieser Regeln durch die Hisbollah deren Einhaltung auf seinem Staatsgebiet wirksam durchzusetzen.
Von israelischer Seite wird deshalb auch die Regierung des Libanon für die von libanesischem Territorium ausgeführten Anschläge und Raketenangriffe der Hisbollah verantwortlich gemacht und dies als ein Rechtfertigungsgrund für das eigene Vorgehen im Libanon angeführt. Die libanesische Regierung (an der die Hisbollah mit zwei Ministern beteiligt ist) erklärt allerdings, dass sie den Südlibanon nicht unter Kontrolle habe und militärisch nicht in der Lage sei, wie von der UN-Resolution 1559 gefordert wird, die Hisbollah zu entwaffnen.
Israel beruft sich in diesem Krieg auf sein Recht zur Selbstverteidigung. Auch Völkerrechtsexperten, die die Anwendbarkeit dieses Grundsatzes im aktuellen Konflikt bejahen, werfen jedoch die Frage auf, ob die Vorgehensweise Israels, insbesondere die Inkaufnahme der hohen Opferzahlen in der libanesischen Bevölkerung und die Zerstörung der zivilen Infrastruktur, sich noch nach dem Prinzip der Verhältnismäßigkeit richte. Damit ist gemeint, dass der angestrebte militärische Nutzen nicht außer Verhältnis zu dem erwarteten zivilen Schaden stehen darf. Das völkerrechtswidrige Verhalten der Hisbollah und dessen fehlende Unterbindung durch den libanesischen Staat wurde durch eine unabhängige Studie der Organisation Human Rights Watch in einer umfangreichen Studie unter dem Titel Civilians under assault: Hezbollah’s Rocket Attacks on Israel in the 2006 War veröffentlicht.

### Mögliche Kriegsverbrechen
Mehrere Hilfsorganisationen haben Israel vorgeworfen, Kriegsverbrechen durch das Töten einer unverhältnismäßigen Anzahl von Zivilisten und durch gezielte Angriffe auf Krankenhäuser und unbewaffnete UNO-Soldaten begangen zu haben.
Die Menschenrechtsorganisation Amnesty International wirft Israel vor, während des Libanonfeldzuges „mit Absicht zivile Ziele angegriffen und zerstört“ zu haben, darunter Elektrizitätswerke, Tankstellen, Molkereien, Schulen und Moscheen. Dies sei „Teil der militärischen Strategie der israelischen Streitkräfte“ gewesen, heißt es in einem Bericht, den die Organisation am 23. August vorlegte, und in dem sie den UN-Sicherheitsrat aufforderte, unverzüglich eine unabhängige internationale Untersuchung möglicher Völkerrechtsverletzungen seitens Israels sowie der Hisbollah einzuleiten. Nach Pressemitteilungen von medico international berichteten Flüchtlinge z. B. aus den Ortschaften Ait al Scharab und Yarin, sie seien durch israelische Helikopter „fortgesetzt und gezielt beschossen“ worden, „obwohl sie weiße Fahnen trugen“ und seien „von Haus zu Haus auf die offene Straße getrieben“ worden. Der Beschuss habe erst geendet, als es ihnen gelungen sei, sich einem von Journalisten begleiteten Flüchtlingskonvoi anzuschließen. Nach Berichten von Caritas Libanon sollen Hilfskonvois israelischen „Bomben und Granatfeuer“ ausgesetzt gewesen sein. Amnesty International beklagte auch, dass Israel zwar einige Vorwürfe untersuche, Ergebnisse aber nicht vorlege, während die Organisation den libanesischen Behörden vorwirft, mögliche Kriegsverbrechen der Hisbollah gar nicht zu untersuchen. Israel hat die Vorwürfe der Menschenrechtsorganisation zurückgewiesen. Das israelische Militär sei „so chirurgisch wie nur möglich“ vorgegangen, um die „Militärmaschinerie der Hisbollah“ zu treffen, erklärte Außenamtssprecher Mark Regev. Der damalige israelische Vize-Ministerpräsident Schimon Peres sagte: „Wir tun alles, damit ‘kein Zivilist getroffen und keine zivile Infrastruktur zerstört wird’“. Parallel zu ihren Vorwürfen gegenüber Israel erhob amnesty international auch ähnlich schwere Vorwürfe gegenüber der Hisbollah. Diese hätte Zivilisten gezielt unter Feuer genommen und Streumunition eingesetzt. Ein Viertel der Raketenangriffe der Hisbollah habe Wohngebiete betroffen. Der ai-Generalsekretärin Irene Khan zufolge bestehe kein Zweifel daran, dass „die Hisbollah gegen die Gesetze des Krieges verstoßen hat“.

#### Phosphorbomben
Der libanesische Präsident Émile Lahoud warf Israel am 16. Juli 2006 vor, „international geächtete Waffen“, darunter auch Phosphorbomben, gegen Zivilisten einzusetzen. Jawad Najem, Chirurg in einem Krankenhaus in Tyros, erklärte, er habe Verwundete mit Phosphor-Verbrennungen behandelt. Einem BBC-Bericht zufolge vermuteten auch andere Ärzte im Südlibanon, dass von ihnen behandelte Verbrennungen durch Phosphor verursacht worden seien. In einem Brief an den israelischen Botschafter in Deutschland, Schimon Stein, forderte die Organisation der Internationalen Ärzte für die Verhütung des Atomkriegs (IPPNW) Aufklärung über den „möglichen Einsatz von Phosphor-Munition durch die israelische Armee im Südlibanon und in Gaza“. Medienberichten zufolge hätten nach ihrer Darstellung die Aussagen mehrerer Ärzte in der libanesischen Hafenstadt Tyrus und in der Hauptstadt Beirut auf den Einsatz dieses Kampfstoffes hingewiesen. Das israelische Militär gab an, nicht gegen internationales Recht verstoßen zu haben, da dieses den Einsatz von Brandwaffen und Phosphorbomben reguliere, aber nicht verbiete.
Mitte Oktober 2006 gab der israelische Minister für „Knesset Relations“, Jacob Edery, zu, dass Phosphorbomben im Libanon zum Einsatz gekommen sind. Damit widerspricht er älteren Berichten des israelischen Militärs, nach denen Phosphorbomben lediglich benutzt worden seien, um Zielgebiete zu markieren. Auch Untersuchungen seitens der UN bestätigen den Einsatz von Minenwerfer- und Artilleriemunition mit weißem Phosphor durch die israelischen Streitkräfte.
Auch können die Verletzungen von so genannten DIME-Bomben (Dense Inert Metal Explosive) herrühren, dabei kommt eine Wolfram-Kupfer-Aluminium-Pulver-Sprengstoffmischung zum Einsatz. Auf einen herkömmlichen Bombenmantel aus Metall wird dabei verzichtet, um die Splitterwirkung zu reduzieren.

#### Streubomben
Sowohl Israel als auch Hisbollah setzten in dem Konflikt Streubomben ein. Das Übereinkommen über Streumunition war zu diesem Zeitpunkt noch nicht in Kraft; Israel ist ihm auch nicht beigetreten.
Die Menschenrechtsorganisation Human Rights Watch wirft Israel vor, Streumunition gegen die Zivilbevölkerung eingesetzt zu haben. Die israelische Armee gab den Einsatz solcher Munition zu, erklärt aber, sie „in Übereinstimmung mit internationalen Standards“ zu verwenden. In einem Bericht der Zeitung Haaretz vom 13. September 2006 gab ein kriegsbeteiligter israelischer Artillerieoffizier und Kommandant eines israelischen Multiple Launch Rocket Systems (MLRS), der namentlich nicht genannt werden wollte, die Zahl der eingesetzten Streubomben mit 1800 und der darin enthaltenen Bomblets mit mindestens 1,2 Millionen an. Diese Art der Kriegsführung bezeichnete er als „abscheulich und verrückt“ – bereits zuvor war dieses Vorgehen der Israelis von hochrangigen UNO-Beamten vor Ort, darunter Jan Egeland, als „schockierend und völlig unmoralisch“ tituliert worden. Israel stellt zwar selbst Streubomben her, die kaum nicht-explodierte Bomblets hinterlassen; gegen den Libanon wurden jedoch aus Kostengründen Streubomben aus US-amerikanischer Produktion eingesetzt, deren Bomblets zu 30–40 % nicht sofort explodieren.
Nach Angaben der libanesischen Regierung sind 70 Prozent der vom Krieg betroffenen Gebiete mit Streubomben kontaminiert, wobei mehreren übereinstimmenden Berichten zufolge offenbar 90 % der Streumunition in den letzten 72 Stunden vor dem aufgrund der UN-Resolution 1701 absehbaren Ende des Libanonkrieges 2006 abgeworfen wurden. Die UN-Organisation Mine Action Coordination Centre South Lebanon MACCSL verzeichnet derzeit 824 bestätigte Zielorte von Streubomben im Südlibanon (Stand 29. November 2006) und berichtet, gestützt auf Zahlen des National Demining Office (NDO) im Libanon, von 26 Toten und 162 Verletzten durch Blindgänger von Streumunition (Stand 19. Dezember 2006) – darunter 22 Kinder unter 12 Jahren. Am 24. und 25. November 2006 ereigneten sich im Zuge der Minenräumung Unfälle, bei denen zwei Mitarbeiter der Organisation Armor Group, die einem Schäfer in mit Streubomben kontaminiertem Gelände zu Hilfe kommen wollten, jeweils Amputationen des rechten Fußes erlitten – ebenso ein Angehöriger der BACTEC bei der Schaffung eines Zugangs zu den Unfallopfern. Ein libanesischer Field Supervisor und ein weiterer Minenräumspezialist wurden ebenfalls verletzt. Zudem wurden nach UN-Angaben bei Minenräumaktionen seit dem Ende der Kampfhandlungen im Südlibanon acht Angehörige der libanesischen Streitkräfte durch explodierte Submunitionen getötet und 12 weitere verletzt. Die israelischen Streitkräfte haben Karten zur Auffindung der Einsatzorte explosiver Kampfmittel zur Verfügung gestellt; Einsatzorte von Streubomben sind darin aber nicht gesondert ausgewiesen, was unter anderen von Amnesty International kritisiert wurde und weshalb MACC SL sich um spezifischere Karten bemühen will. Vertreter ersterer Menschenrechtsorganisation haben im Libanon in Dörfern und sogar in Häusern zahlreiche Blindgänger gefunden.
Am 19. Oktober gab Human Rights Watch bekannt, dass sich nun auch Streubomben-Angriffe seitens der Hisbollah auf zivile Gebiete im Norden Israels bestätigt hätten. HRW selbst dokumentierte zwei Streubomben-Angriffe mit der chinesischen Typ 81-Rakete am 25. Juli auf das galiläische Dorf Mghar, bei denen drei Personen, darunter ein achtjähriges Kind, verletzt wurden. Der Gebrauch der chinesischen 122-mm-Rakete vom Typ-81 durch die Hisbollah sei der weltweit erste gesicherte Einsatz dieser Streubombenwaffe. Die späte Bekanntgabe begründet HRW mit israelischen Sicherheitsbedenken. Nach Angaben der israelischen Polizei wurden während des Konflikts insgesamt 113 Raketen mit Streumunition auf Israel abgefeuert, wodurch eine Person getötet und zwölf weitere verletzt wurden.
Am 21. November 2006 verkündete die israelische Armee, Streubomben auch gegen Wohngebiete eingesetzt zu haben, und widersprach damit früheren Verlautbarungen. Nach Angaben der Vereinten Nationen wurden bis Ende Januar 2007 an 840 Stellen im südlichen Libanon Streubomben entdeckt.
Interne Untersuchungen, die die israelischen Streitkräfte im Dezember 2007 abschlossen, führten nach Aussage von Brigadegeneral Avihai Mendelblit zu dem Ergebnis, dass die Armee die Streubomben zumeist in unbewohnten Gebieten eingesetzt habe. In Wohngebieten sei auf die Streubomben nur als „Verteidigungsmaßnahme“ gegen Raketenangriffe aus zuvor zum größten Teil evakuierten Dörfern zurückgegriffen worden. Der Einsatz der Streubomben sei daher rechtens gewesen. Nach Angaben der Vereinten Nationen kamen seit Ende des Krieges mindestens 38 Menschen bei der Explosion von Streubomben ums Leben, mehr als 200 Menschen wurden verstümmelt. Menschenrechtsgruppen und die UN schätzen, dass während des 34-tägigen Kampfes etwa vier Millionen Bomblets gestreut worden sind, von denen eine Million noch nicht explodiert waren.
Die UNO forderte nach Ende des Krieges die Aushändigung der Positionskarten für die abgeworfenen Streubomben. Drei Jahre später, am 9. Mai 2009 übergaben die Israelis die Positionskarten an die UNO.

#### Luftangriff auf Kana
Am 30. Juli 2006 wurden bei der Bombardierung eines dreistöckigen Wohngebäudes in Kana 26 Zivilisten, darunter 16 Kinder, getötet. (Ursprünglich waren höhere Zahlen genannt worden, die sich erst später als teilweise falsch herausstellten.) Die israelische Regierung bedauerte die zivilen Bombenopfer, berief sich jedoch darauf, dass die Zivilbevölkerung vor dem Angriff zum Verlassen der Gegend aufgefordert worden sei und die Angriffe auf suspekte Gebäude eine „legitime Reaktion“ auf die mehr als 150 Katjuscha-Raketen gewesen sei, die innerhalb von zwei Wochen von Zivilgebäuden in Kana aus auf Israel abgeschossen worden seien.
Human Rights Watch, Amnesty International und andere Menschenrechtsorganisationen warfen Israel vor, mit dem Luftangriff auf Kana ein Kriegsverbrechen begangen zu haben.

#### Schrapnell-Geschosse gegen Zivilisten
Human Rights Watch warf der Hisbollah vor, Antipersonengeschosse gegen israelische Zivilisten eingesetzt zu haben. Bei den Raketenangriffen auf Haifa am 16. und 17. Juli 2006 wurden Geschosse verwendet, die kleine Stahlkugeln enthielten. Diese sollen bewirken, dass bei der Explosion der Geschosse eine möglichst große Zahl von Menschen verletzt werden. Solche Geschosse sind nicht dazu geeignet, großen Schaden an Gebäuden anzurichten. Eine Verwendung von Schrapnell-Geschossen gegen Zivilisten verstößt laut Human Rights Watch gegen das Völkerrecht.

## Militärische Aspekte

### Vergleich der Kampfkraft
Beim Vergleich der militärischen Ausrüstung und Kampfkraft der beiden Gegner zeigt sich deutlich der asymmetrische Charakter des Konflikts.

#### Israel
Die israelische Armee hält ihre genaue Truppenstärke geheim, verschiedene Quellen wie das israelische Jaffee Center for Strategic Studies haben ihre Truppenstärke auf ungefähr 168.000 reguläre Soldaten eingrenzen können, von denen 107.500 Wehrpflichtige sind. Da Israel im regionalen Vergleich über ein geringes wehrtaugliches Bevölkerungsreservoir verfügt, spielt ein effektives Reservistensystem mit einer überproportionalen Anzahl von derzeit 408.000 Reservisten eine wichtige Rolle in der Verteidigungspolitik des Landes.
Tsahal verfügt über moderne Waffentechnologie für Heer, Marine und Luftstreitkräfte. Die militärische Aufklärung wird zu einem großen Teil von Satelliten geleistet. Die israelischen Streitkräfte sind modern ausgerüstet, da Israel vor allem technologielastiges Großgerät aus den USA, aber auch anderen NATO-Staaten inklusive Deutschland, weiterhin vor allem aus Indien importiert. Israel betreibt daneben auch eigene Waffenentwicklung. Nach einer von Vertretern der US-Regierung bestätigten Meldung der The New York Times vom 22. Juli hatte die amerikanische Regierung in der vorausgegangenen Woche auf ein Ersuchen der israelischen Regierung hin entschieden, eine seit langem vereinbarte Lieferung von bis zu 100 bunkerbrechenden Bomben des Typs GBU-28 beschleunigt durchzuführen.

#### Hisbollah
Ebenso wie Israel gibt auch die Hisbollah ihre Mannstärke nicht bekannt. Das International Institute for Strategic Studies nennt 600 bis 1000 aktive Kämpfer, 3000 bis 5000 verfügbare Kämpfer und 10.000 Reservisten, die International Crisis Group spricht dagegen von 300 bis 400 aktiven Kämpfern und ca. 3000 Reservisten.
Die Hisbollah war neben der deutlich geringeren Kampfstärke auch sonst der israelischen Armee nach den Kriterien klassischer Kriegsführung unterlegen. So verfügte sie beispielsweise über kein Großgerät wie Kampfflugzeuge oder -Hubschrauber und keine Kampf- oder Transportpanzer. Ihre schultergestützten Flugabwehrraketen (wie Strela-2) stellten aufgrund ihrer geringen Reichweite und Zielgenauigkeit ein überschaubares Risiko für gegnerische Luftstreitkräfte dar. Weiterhin verfügte sie über keinerlei Radar-Anlagen. Im Ergebnis hatte Israel die vollständige Luftherrschaft inne und konnte jedes Bodenziel mit geringem Risiko durch Präzisionsbomben zerstören.
Primäre Angriffswaffe der Hisbollah im Libanonkrieg 2006 waren Katjuscha-Artillerieraketen aus ursprünglich iranischen und syrischen Beständen, die ungelenkt flogen und daher nur eine geringe Treffergenauigkeit aufwiesen. Die Wahrscheinlichkeit, ein bestimmtes Ziel zu treffen, wurde deshalb durch den Einsatz von Mehrfachraketenwerfern und den Abschuss größerer Mengen von Raketen auf ein einzelnes Zielgebiet erhöht.
Die Hisbollah-Milizen setzten angesichts ihrer Nachteile in fast allen regulären militärischen Kategorien Guerillataktiken ein, verfügten aber in Teilen auch über Ausrüstung und Ausbildung einer regulären Armee. Dazu gehören neben Handfeuerwaffen und Maschinengewehren auch Anti-Panzer-Raketen, vor allem RPG-7, vermutlich RPG-29, nach israelischen Angaben auch Panzerabwehrlenkwaffen der Typen Metis-M sowie MILAN. Eine andere israelische Quelle berichtet, auch russische Kornet sowie amerikanische TOW befänden sich im Besitz der Hisbollah. Russland bestreitet dagegen bereits die Lieferung der ungelenkten RPG-29. Haaretz berichtete, dass mindestens 50 der 118 im Libanonkrieg gefallenen israelischen Soldaten durch Anti-Panzer-Raketen getötet worden seien; dabei wurden auch modernisierte 9M14 Maljutka genannt, die ursprünglich erstmals im Jom-Kippur-Krieg auf ägyptischer Seite zum Einsatz kamen.

### Analyse
Als Ergebnis des Krieges hat Israel die anhaltende Bedrohung und Beschießung seiner nördlichen Städte und Gemeinden durch die Hisbollah vorerst beendet. Inwieweit in Zukunft eine neuerliche Aufrüstung der Hisbollah und eine Wiederaufnahme des Kampfes der Organisation erfolgen können, bleibt abzuwarten. Es verdichteten sich jedoch schon bald nach dem Krieg die Anzeichen dafür, dass die Hisbollah trotz UNIFIL-Mission schnell zu alter Stärke zurückfinden kann.
Eine Studie des United States Army Combined Arms Center sah den Kriegsausgang als Patt. Beide Seiten nahmen den Sieg für sich in Anspruch.
Einem Bericht des Center for Strategic and International Studies zufolge stehen die politischen Folgen des Militäreinsatzes im Missverhältnis zur Anzahl der Flüchtlinge oder der politischen Instabilität im Libanon. Inwieweit die politische Autonomie der libanesischen Regierung nicht schon vor dem Krieg instabil war, wird in der Studie nur unzureichend berücksichtigt. Spätestens nach dem Mord am ehemaligen libanesischen Ministerpräsidenten Rafiq al-Hariri im Februar 2005 wurde offenbar, dass das Land zwischen Anhängern der selbst ernannten Schutzmacht Syrien und antisyrischen Libanesen tief gespalten ist. Die Aufklärung des Mordes liegt nach der Resolution 1757 des UN-Sicherheitsrates mittlerweile in den Händen eines internationalen Tribunals. Pro-syrische Abgeordnete hatten bis zuletzt versucht, dieses Tribunal zu verhindern und erklärten nach Rücktritten das libanesische Kabinett für nicht handlungsbefugt. Durch die politische Krise wurde auch der faktische Verlust des Gewaltmonopols der libanesischen Polizei und Armee offenbar. Große Teile des südlichen Libanons wie auch Teile der Hauptstadt Beirut befanden sich vor dem Krieg in den Händen von Hisbollah-Milizen.
Einer eingehenderen Studie aus demselben Hause zufolge habe sich Israel von der Stärke der Hisbollah dadurch überraschen lassen, dass sie die Verstärkung der Guerillataktiken durch bessere waffentechnische Ausrüstung unterschätzt habe. Generalstabschef Dan Chalutz, der nachrichtendienstliche Apparat und der Stabschef der israelischen Luftstreitkräfte werden in der Studie dafür kritisiert, sich zu stark auf die israelische Luftüberlegenheit verlassen zu haben. Israel habe sich darüber hinaus die Strategie von der Gegenseite diktieren lassen. Verteidigungspolitische Fehler wie die permanente Bevorzugung der Luftstreitkräfte sowie unüberlegte Kürzungen im Reservistensystem sollen ihr Übriges getan haben.
Eine Studie im Auftrag der United States Army stützt diese Befunde und erweitert die Kritik an der israelischen Kriegsführung in mehrfacher Hinsicht. Die Absicht der Hisbollah, ihre Angehörigen in israelischen Gefängnissen mittels Gefangenenaustausch freizupressen, sei bekannt gewesen, sodass der Krieg bei adäquater Einhaltung grundlegender militärischer Vorschriften, Sicherheitsmaßnahmen und Ausführung vorhandener Notfallpläne zu verhindern gewesen sei. Zudem rügt die Studie die Selbsteingrenzung, die mangelnde Risikobereitschaft und die Konzeptlosigkeit der israelischen Politik im Entscheidungsprozess. Dem Militär bescheinigt die Untersuchung das Fehlen grundsätzlicher Ausrüstung, mangelnde Anpassungsfähigkeit durch die andauernde Dominanz gegenüber palästinensischen Terrororganisationen. Darüber hinaus habe sich das Militär nicht nur in eine von den USA in irrtümlicherweise reproduzierte Militärdoktrin hineingesteigert, sondern habe diese aufgrund ihres philosophischen, intellektuell verbrämten Gehalts nicht kommunizieren können.
Im Gegenzug lobt die Studie in militärischer Hinsicht die Kriegsführung der Hisbollah für ihre Beweglichkeit, ihre Anpassungsfähigkeit und die situationsbedingte Arbeit auf einen Krieg mit Israel hin. Diese sei mit syrischem Wohlwollen und iranischer sowie nordkoreanischer Unterstützung zustande gekommen.
Amerikanische Militärs legten dar, dass Israel die Effizienz der Luftangriffe übertrieben hätten. Sie führten an, dass es trotz des Abwurfs von 23 Tonnen Bomben auf die angeblichen Bunker des Hauptquartiers nicht gelungen sei, irgendeine der Führungspersonen der Hisbollah auszuschalten. Die Fernsehstation Al-Manar sei nach dem ersten Angriff nur für 2 Minuten ausgefallen, bevor sie weitersendete. Die Fernsehstation wurde danach noch 14 Mal bombardiert, ohne dass sie nach dem ersten „Schluckauf“ noch einmal ins Stocken geraten wäre.